# Biserica evanghelică din Logig

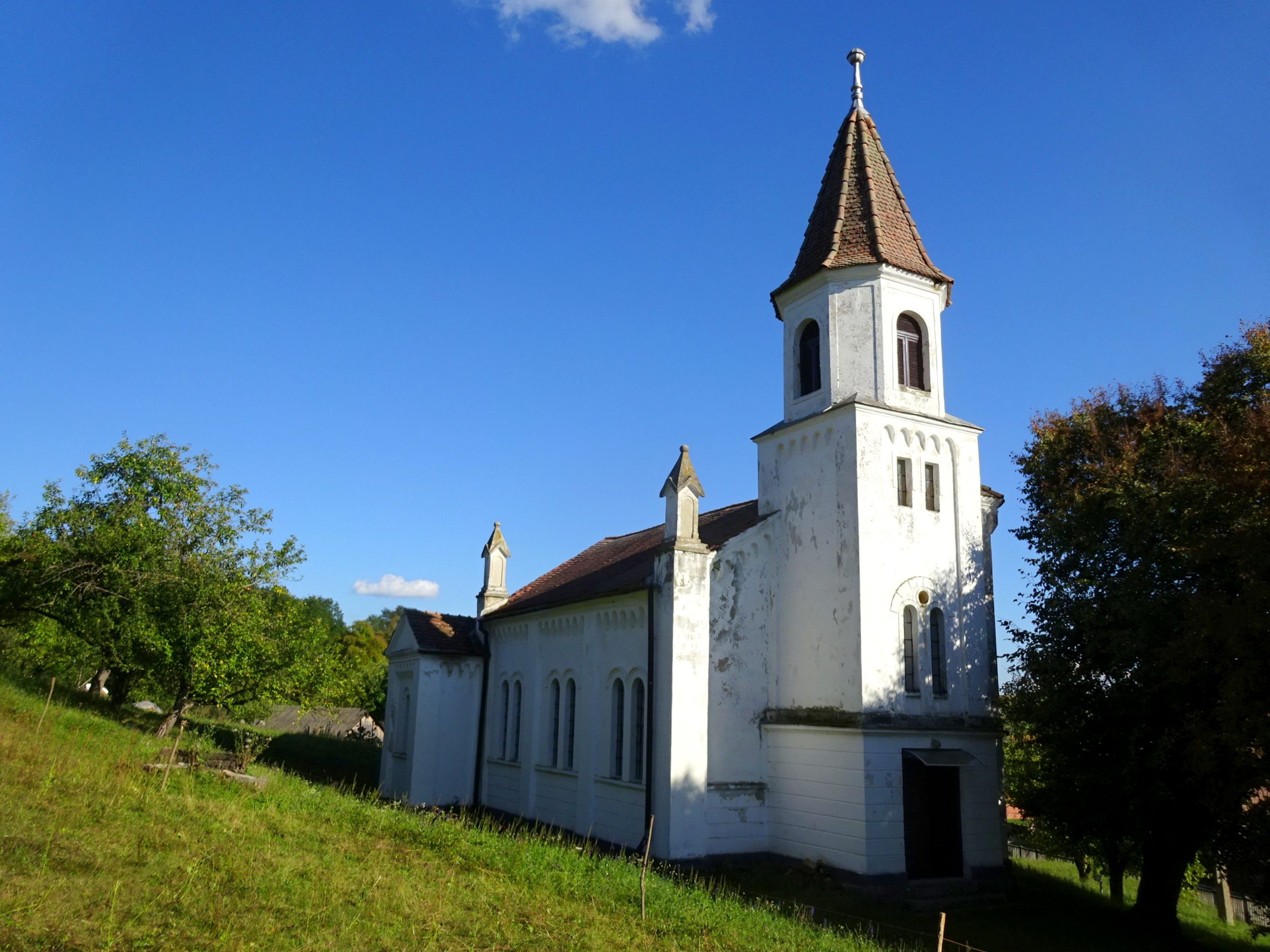
Biserica evanghelică din Logig (septembrie 2023)

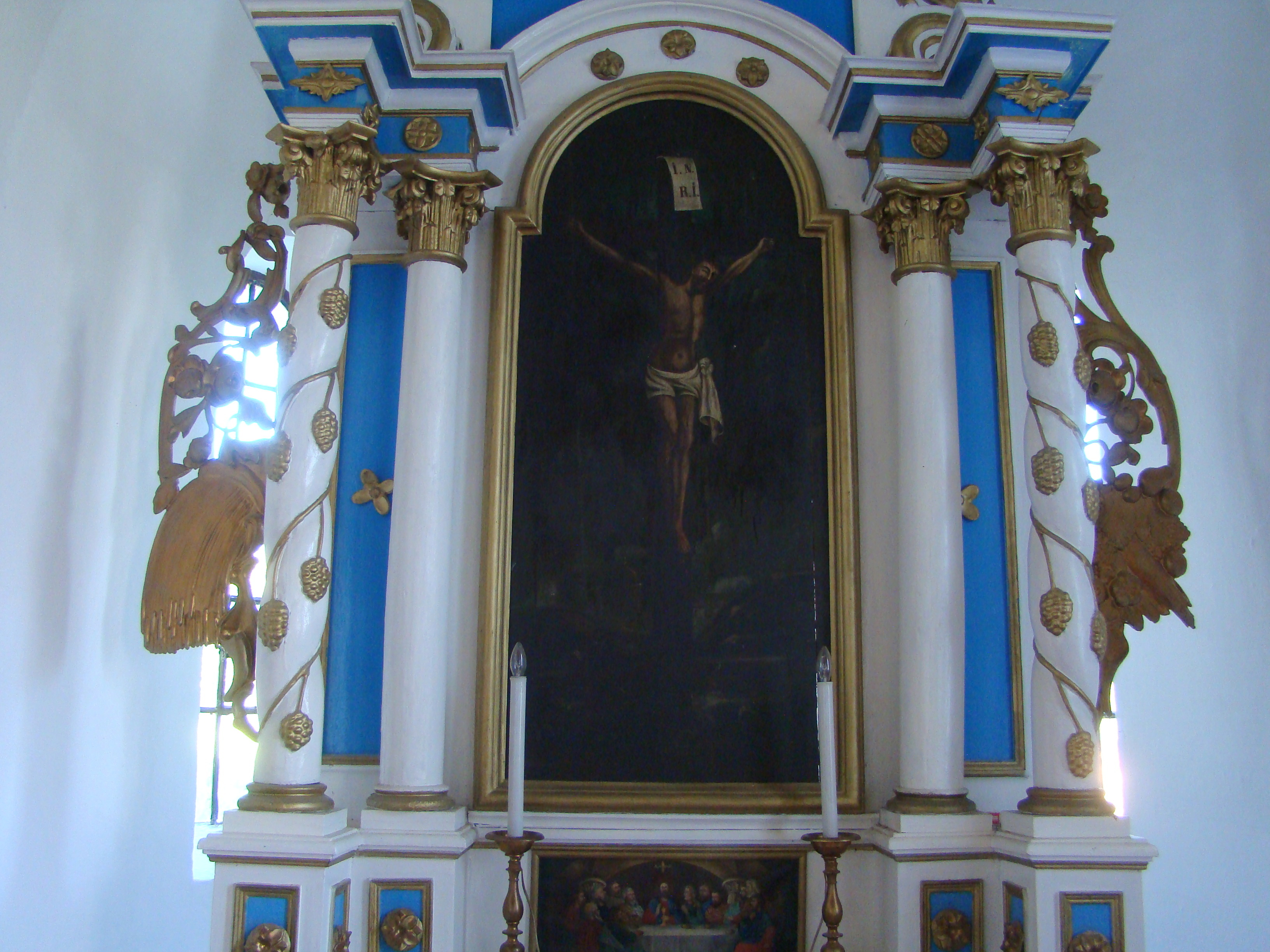
Altarul bisericii evanghelice din Logig

Biserica evanghelică  din Logig este un lăcaș de cult aflat pe teritoriul satului Logig, comuna Lunca, județul Mureș. A înlocuit vechea biserică luterană. 

## Localitatea
Logig, mai demult Ludwigsdorf (în dialectul săsesc Ludesdref, în germană Ludwigsdorf, Lutzdorf, Ludesdorf, în maghiară Ludvég, Szászludvég) este un sat în comuna Lunca din județul Mureș, Transilvania, România. Prima atestare documentară este din anul 1322.

## Biserica
Biserica-sală a fost construită între 1912 și 1913 cu elemente neoromanice. A înlocuit vechea biserică luterană a cărei boltă se prăbușise în urma unei alunecări masive de teren. Casa clopotelor și curtina fuseseră dărâmate mai devreme, din cauza stării avansate de deteriorare.
Biserica are tavan casetat, o tribună în partea de vest, o sacristie amplasată în partea de nord, cor cu închidere circulară. Turnul din partea de vest, situat pe două niveluri,  permite accesul la tribună și la camera clopotelor. De la vechea biserică prăbușită a fost preluat un clopot din anul 1880, care a fost returnat în 1912. Orga este opera constructorului Samuel Binder, din anul 1912. Altarul datează din 1913, tabloul principal reprezentând scena Răstignirii.
Sfințirea bisericii a fost făcută de episcopul Friedrich Teutsch în 1914.

## Imagini din exterior

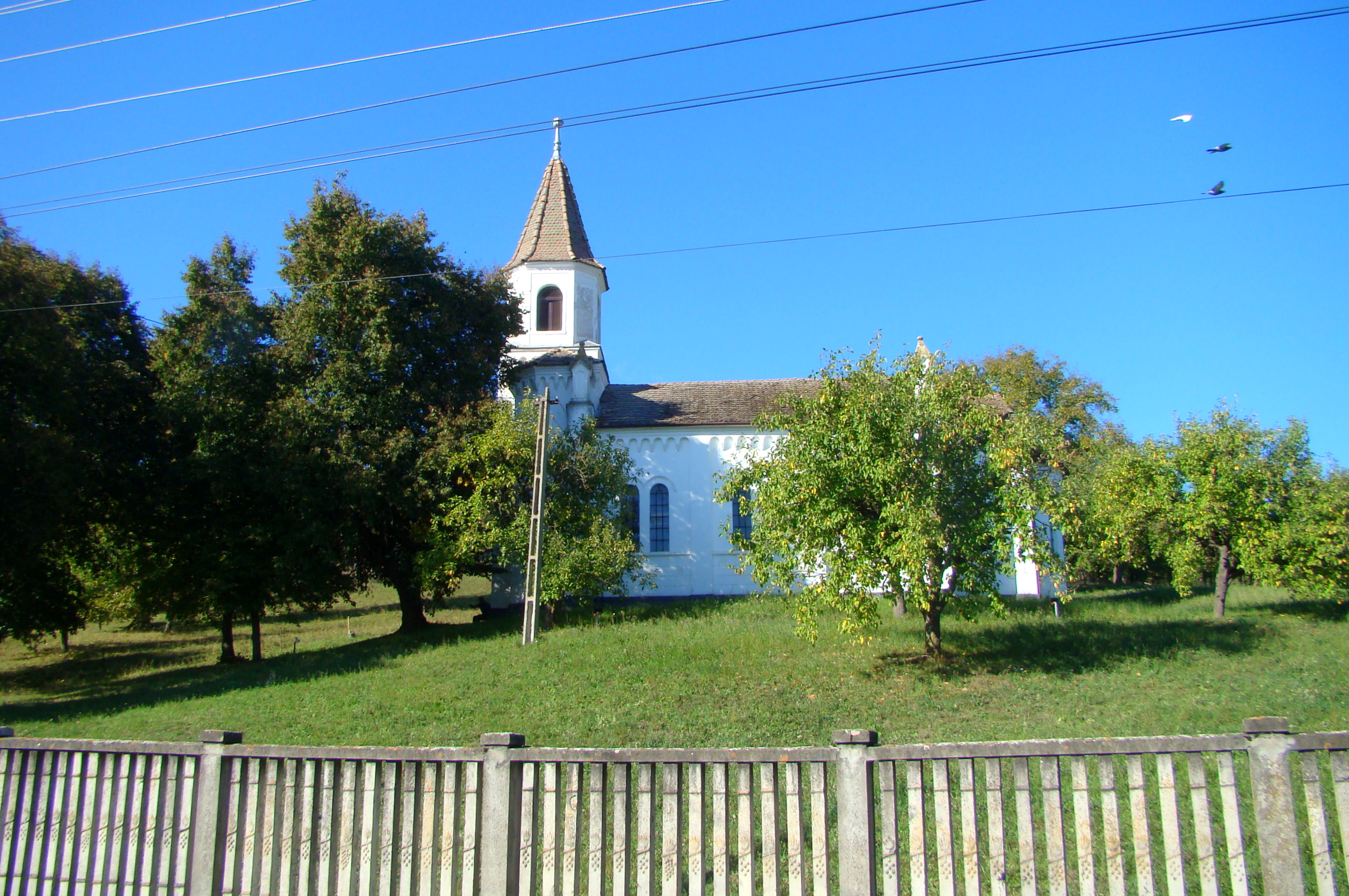
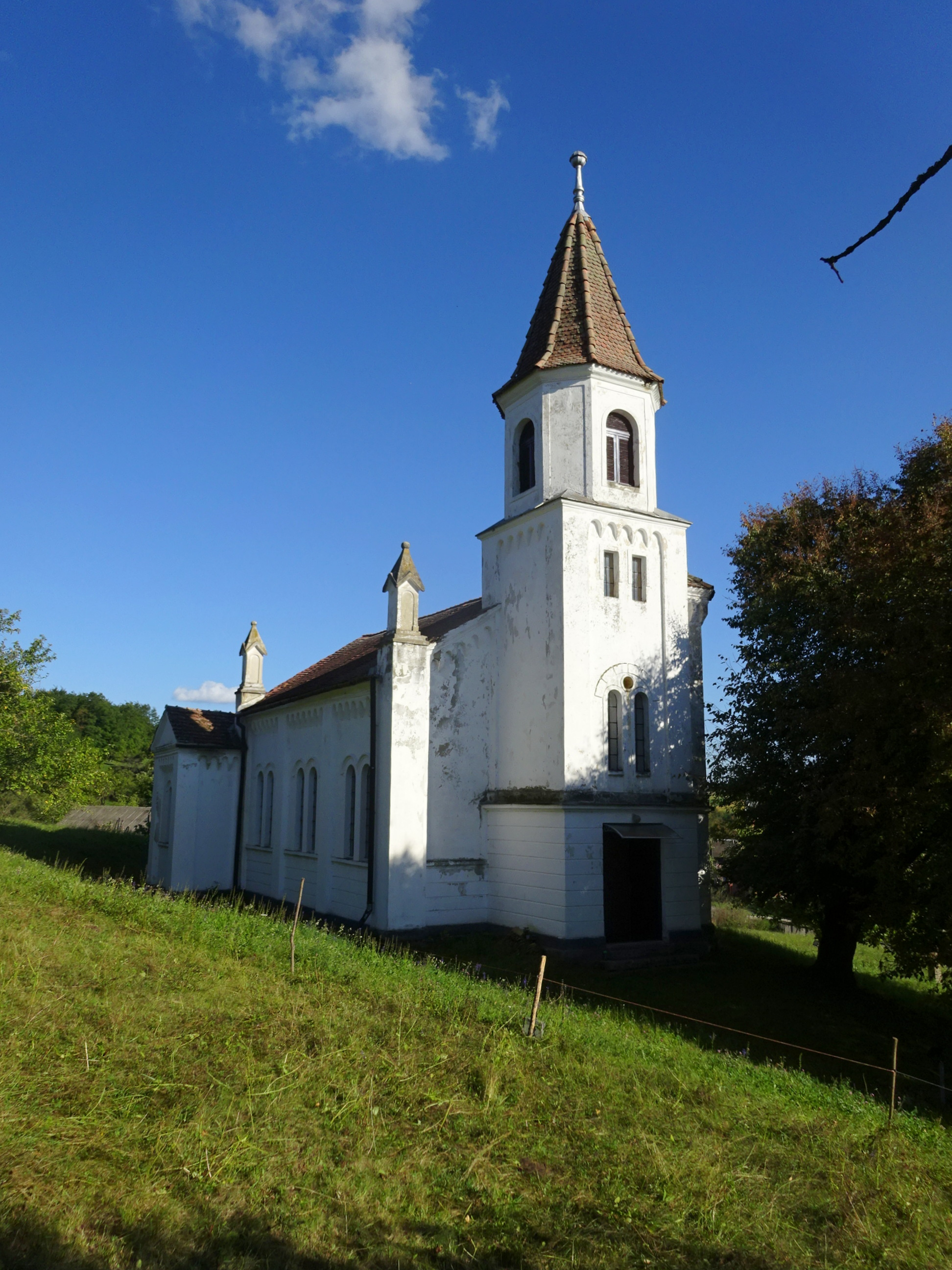
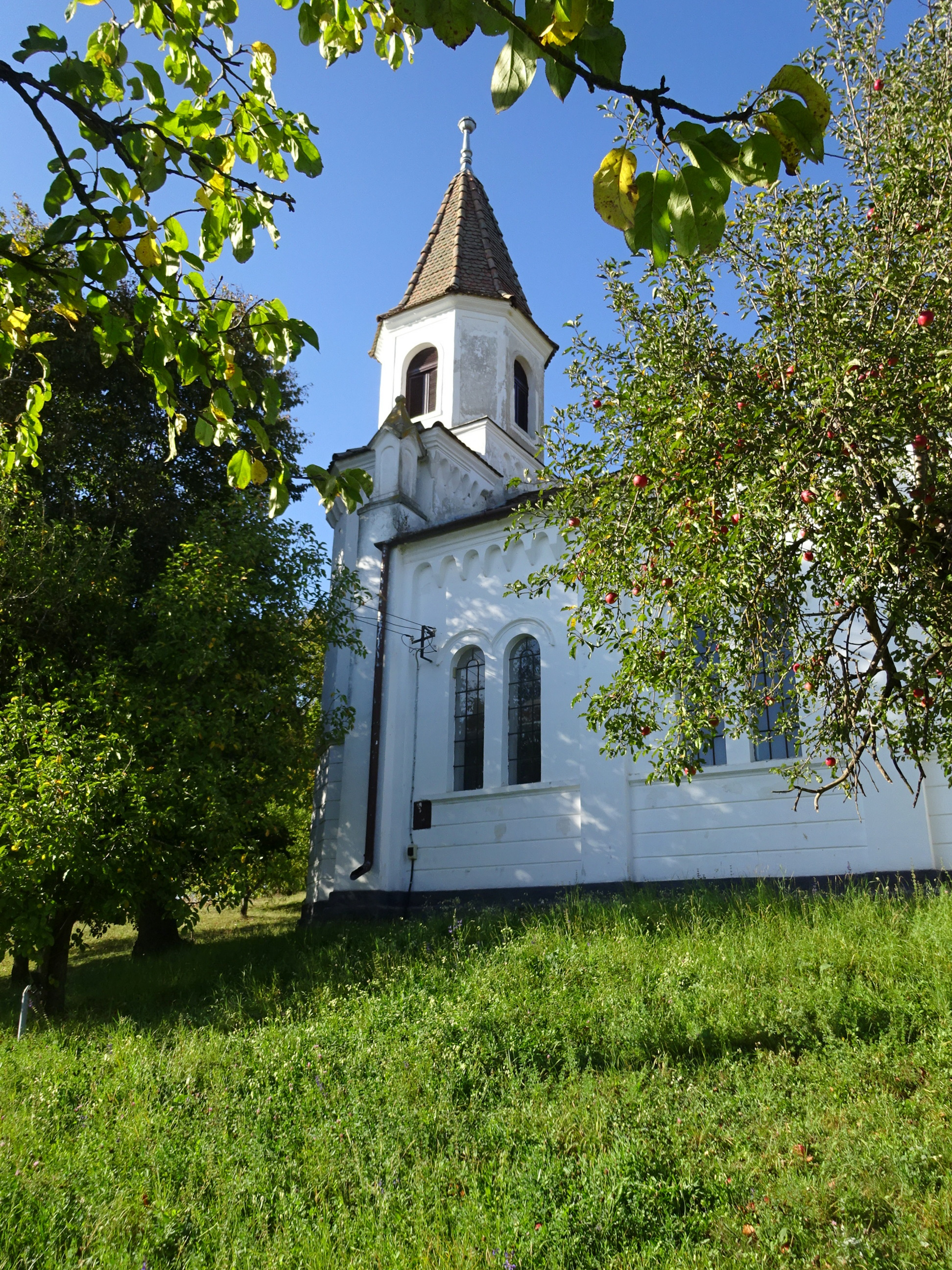
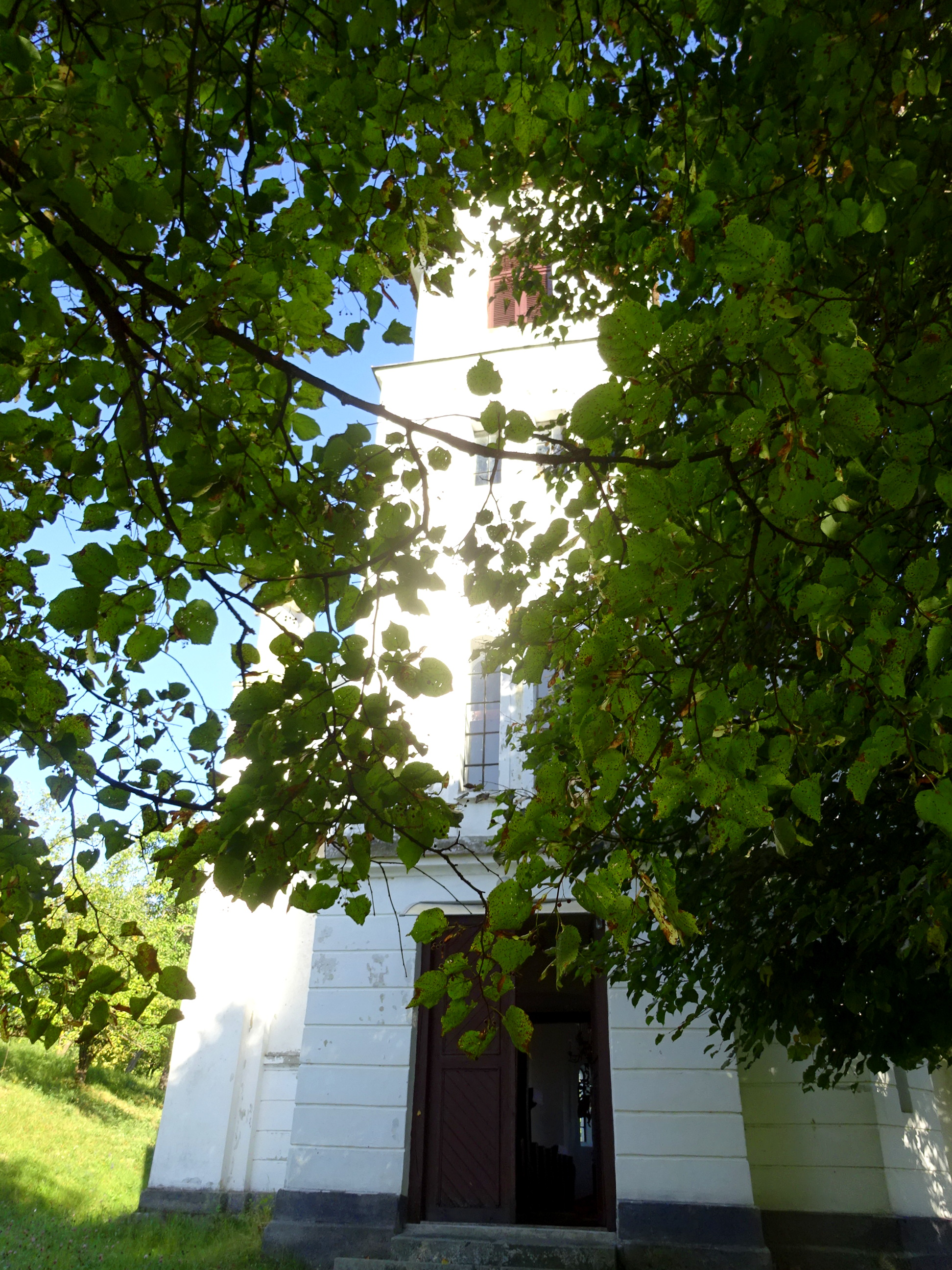
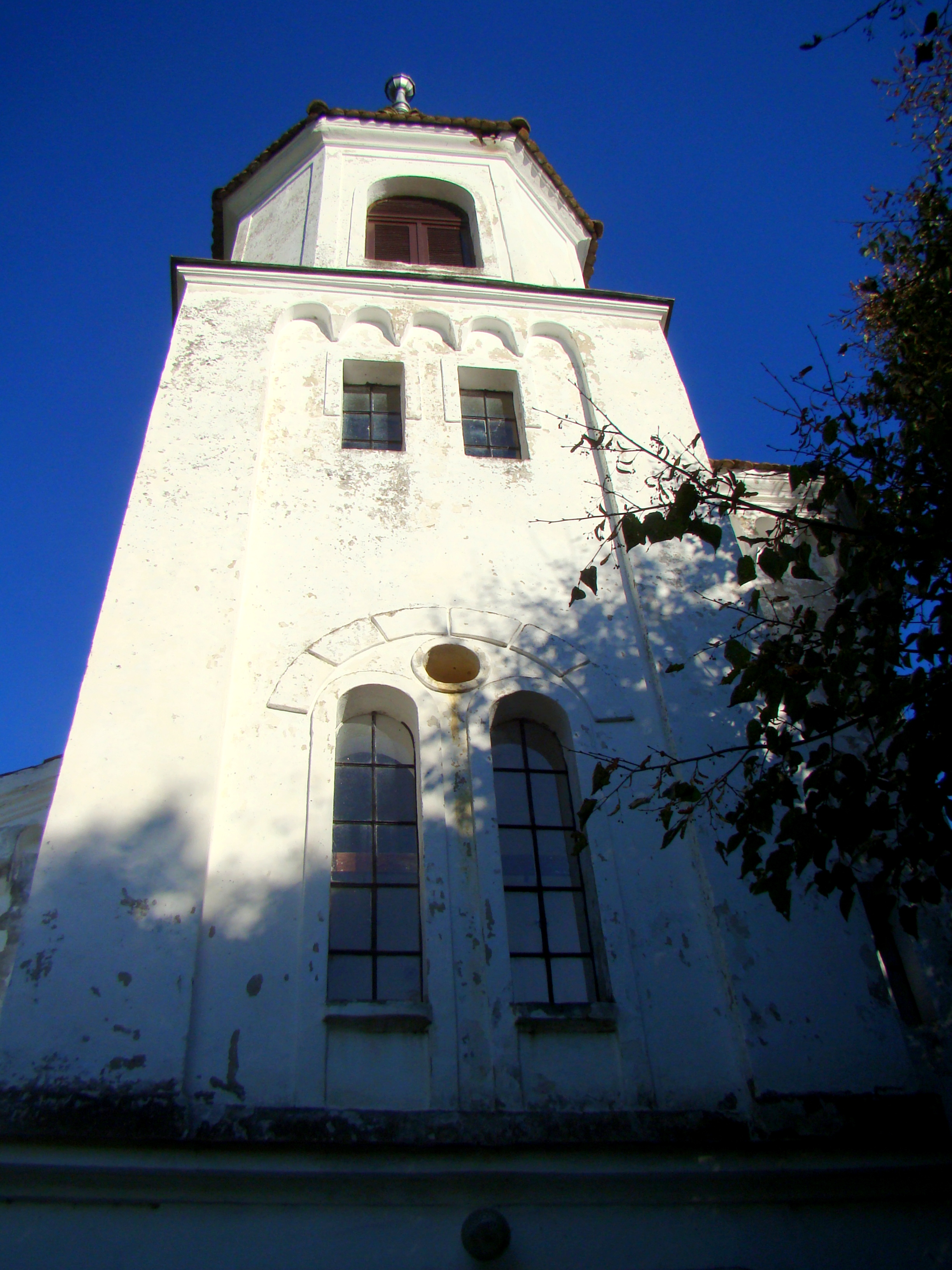
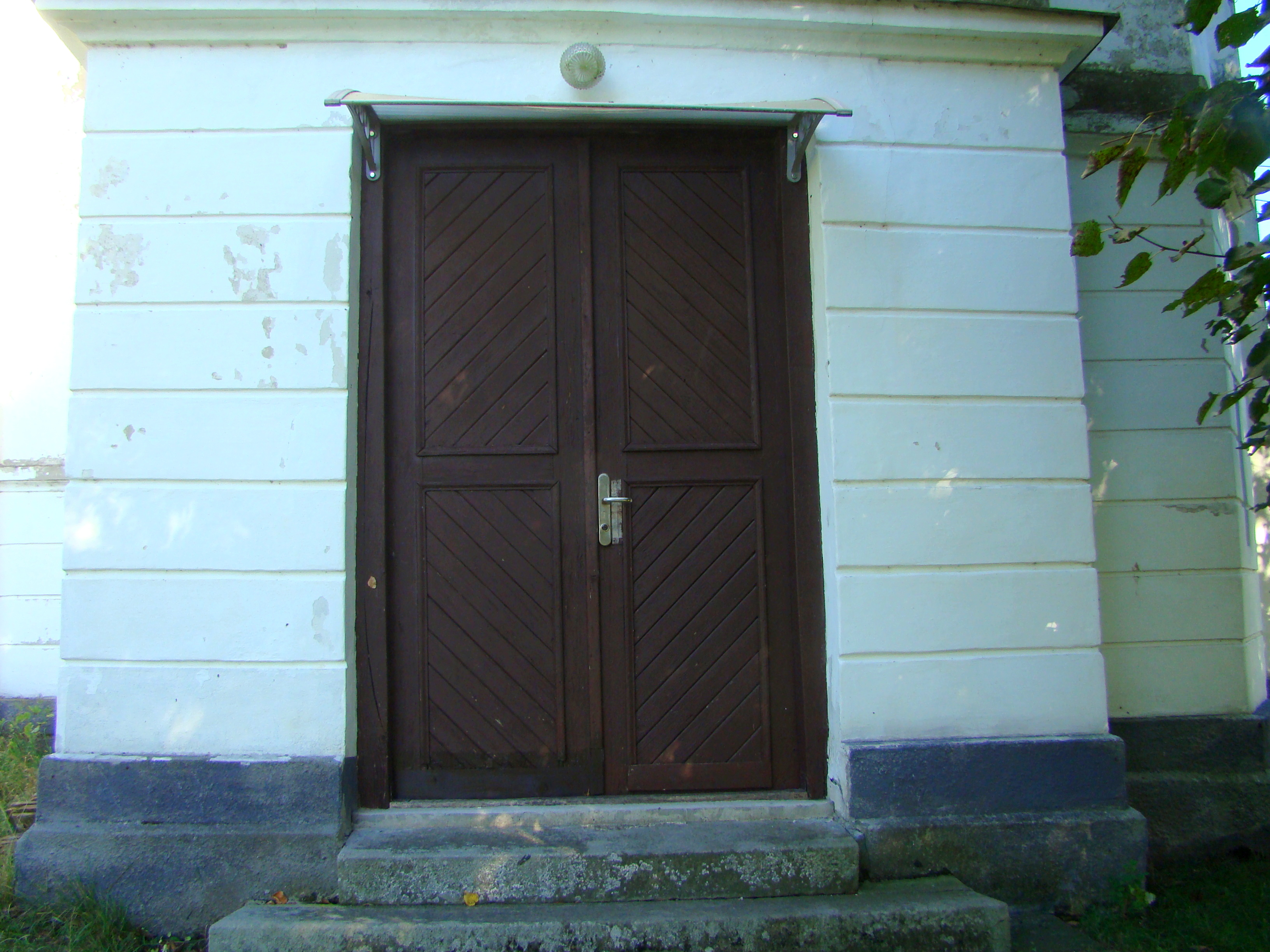
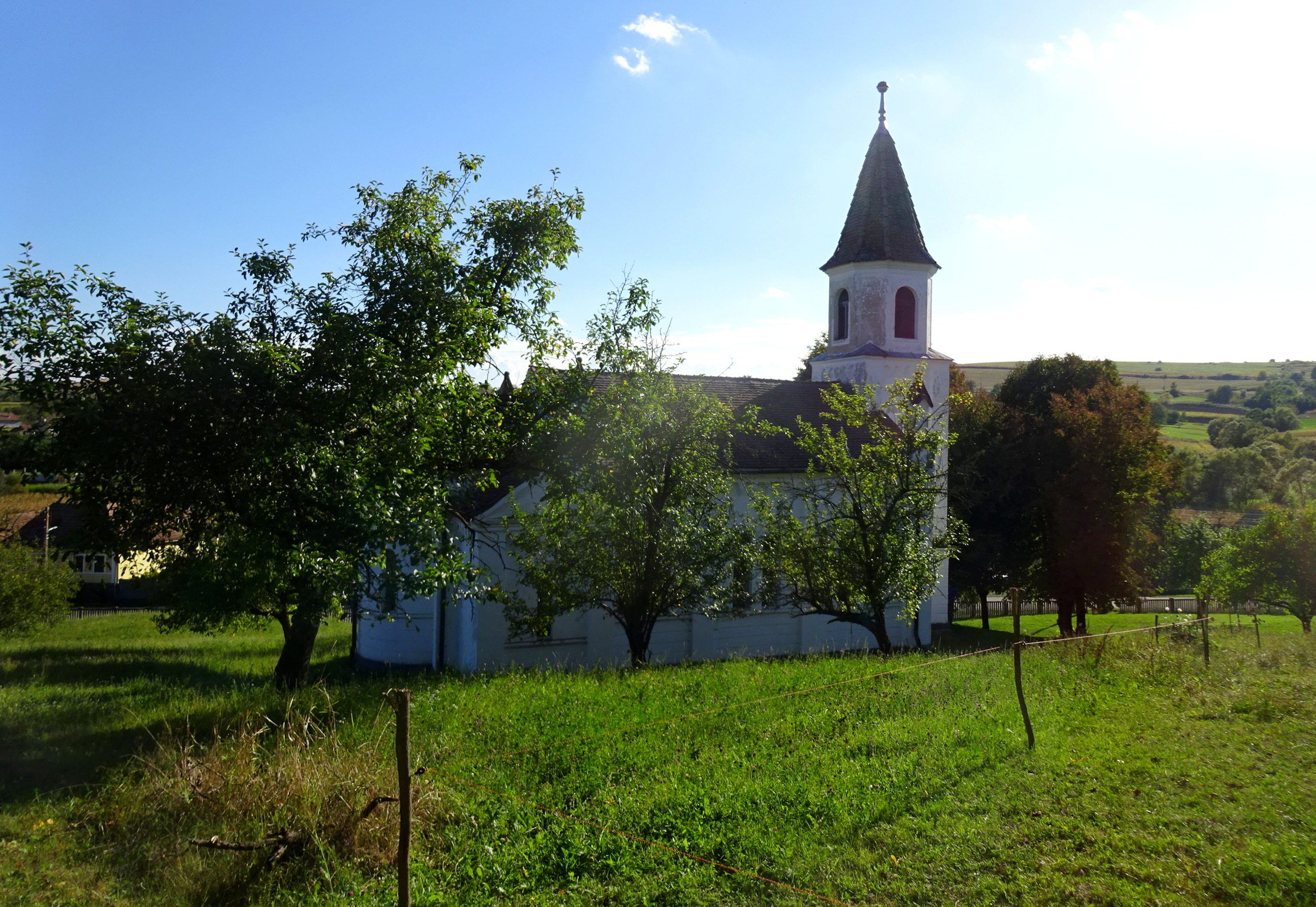
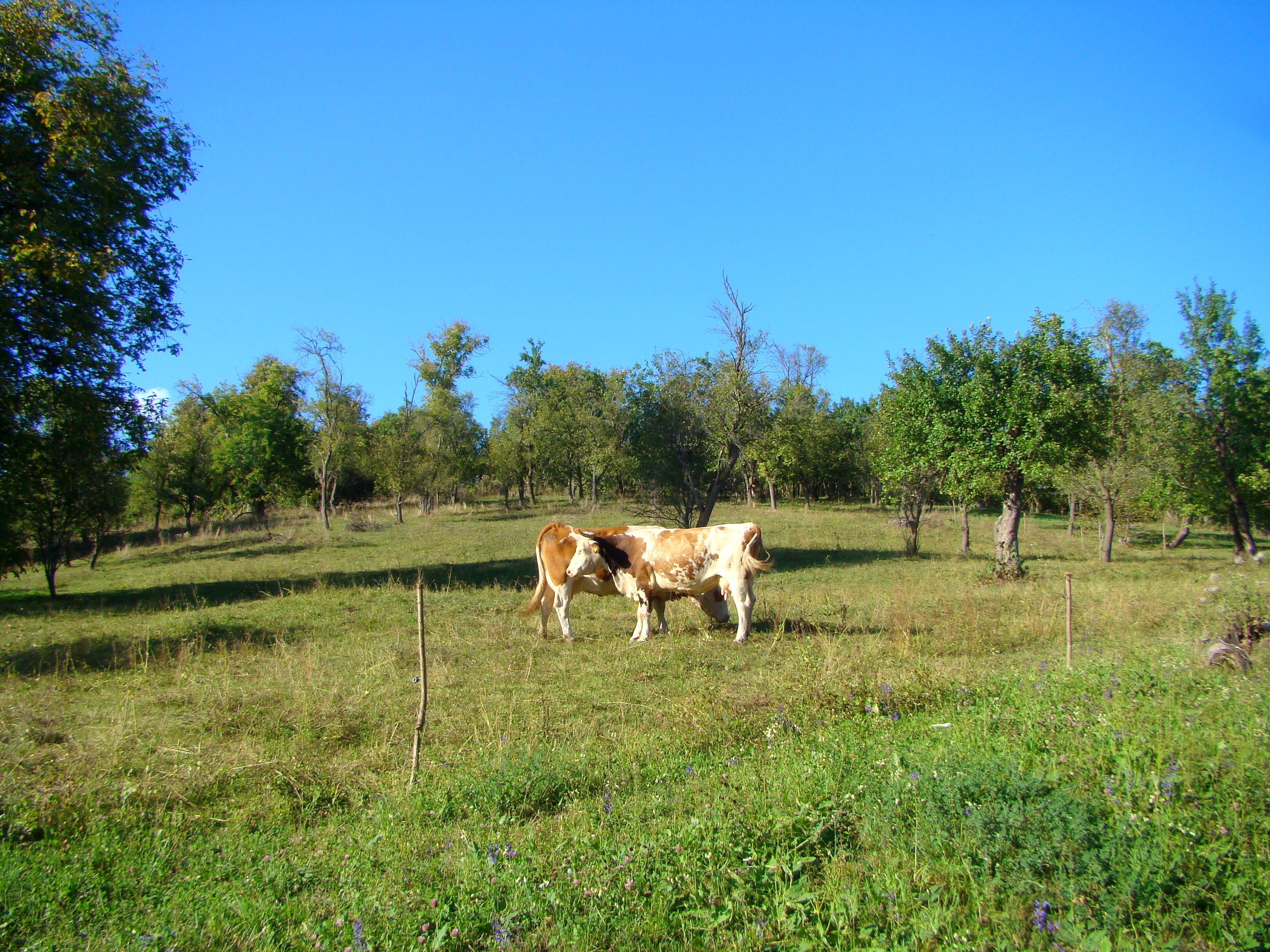
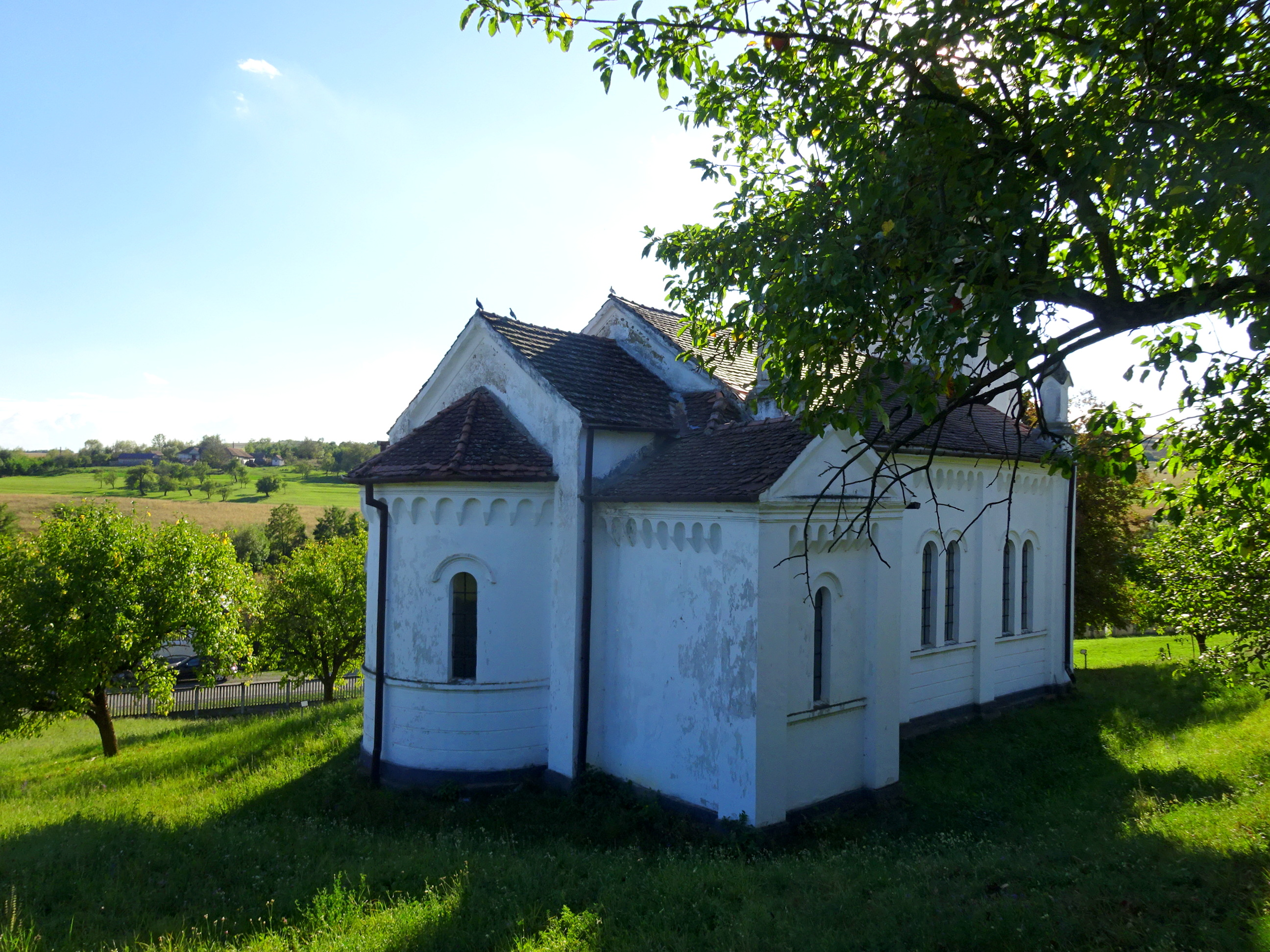
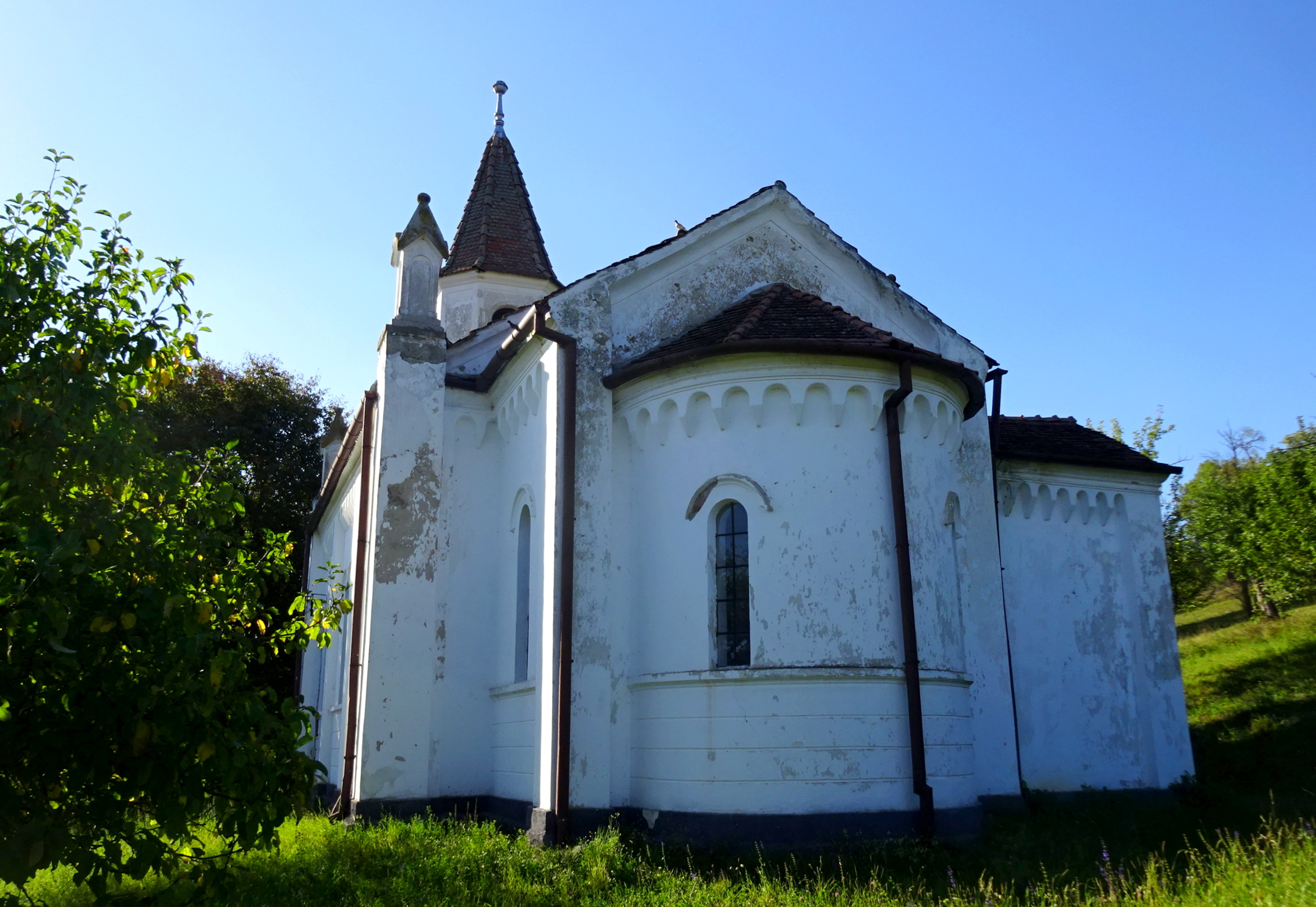
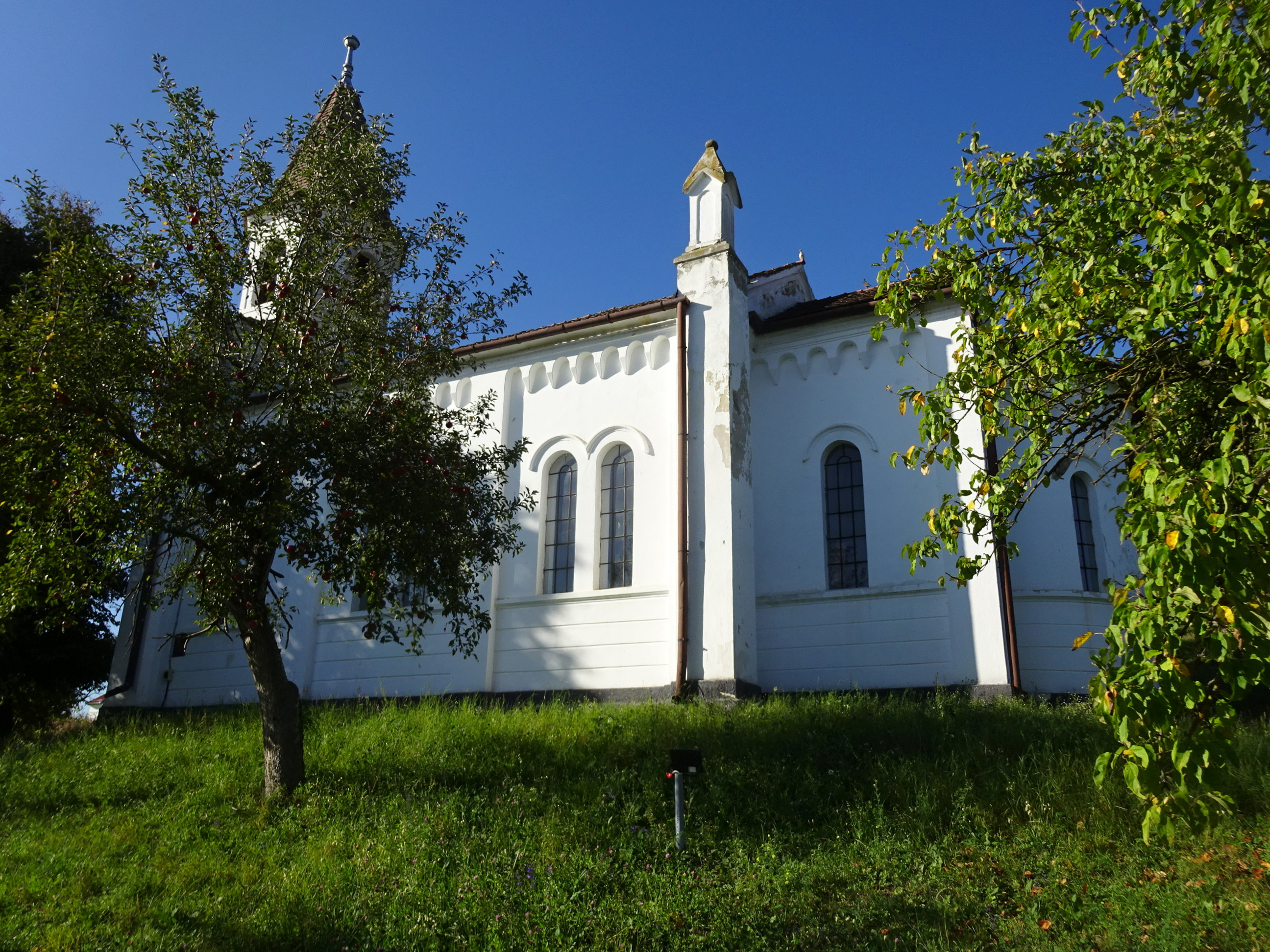
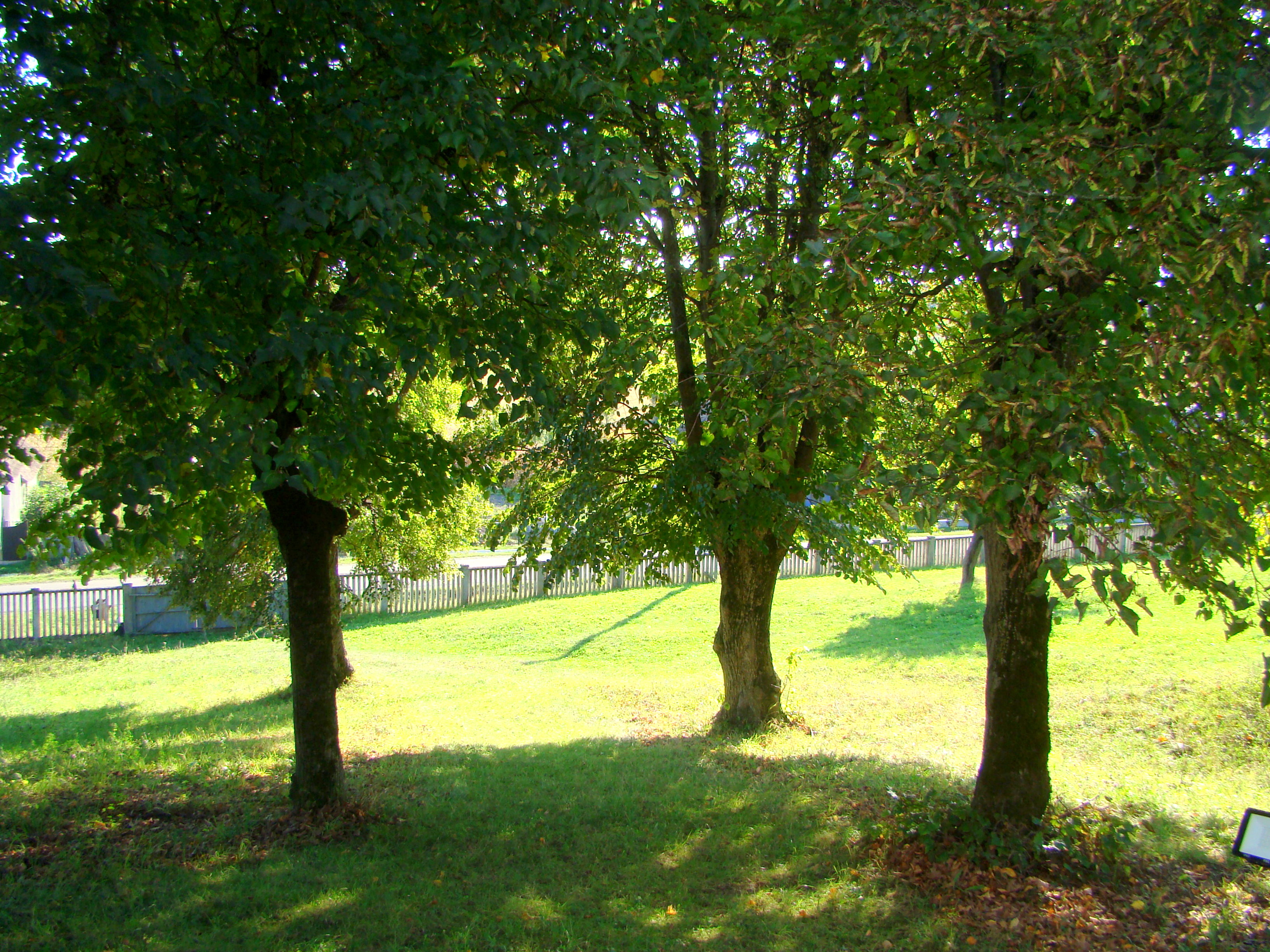
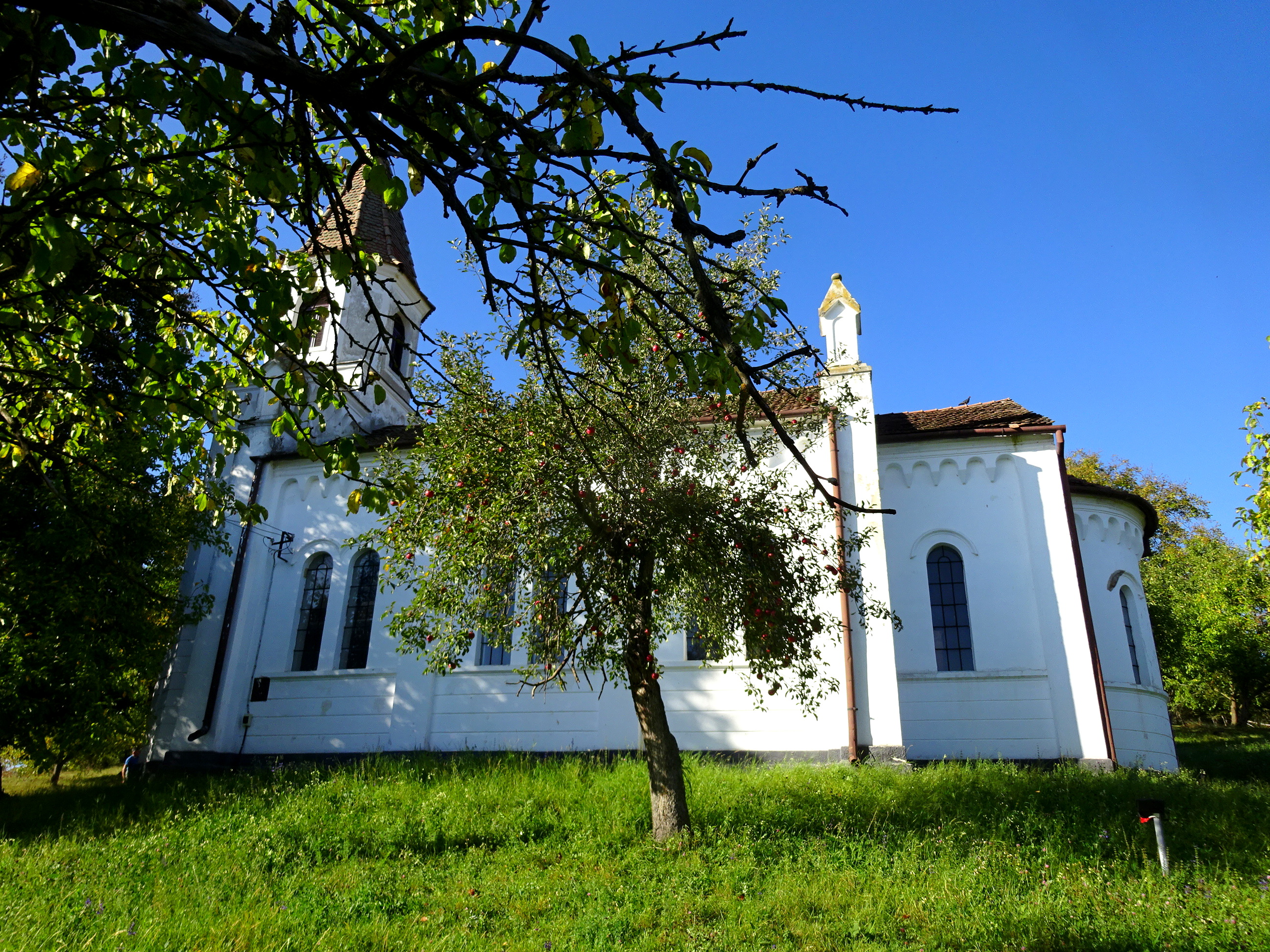
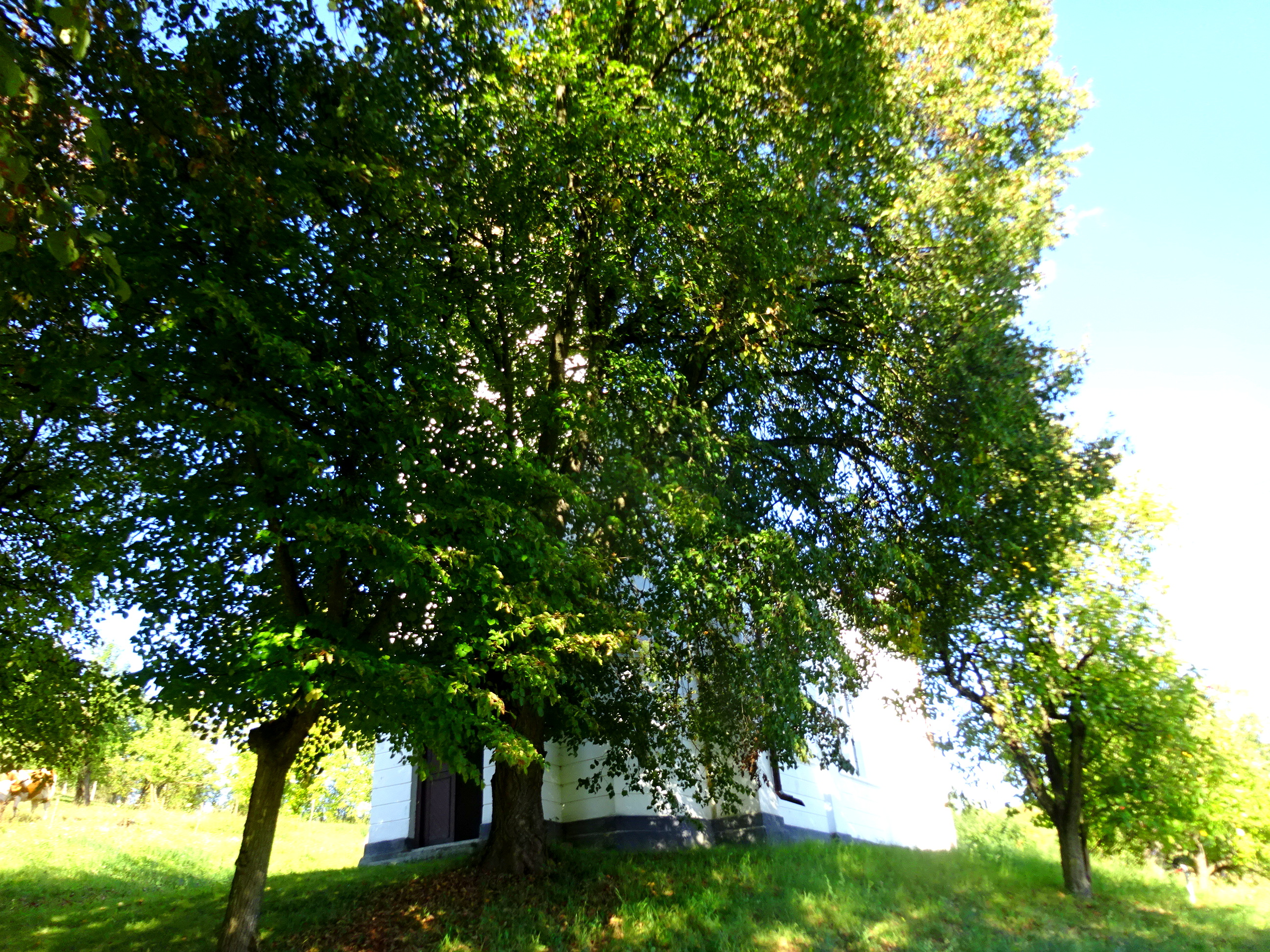
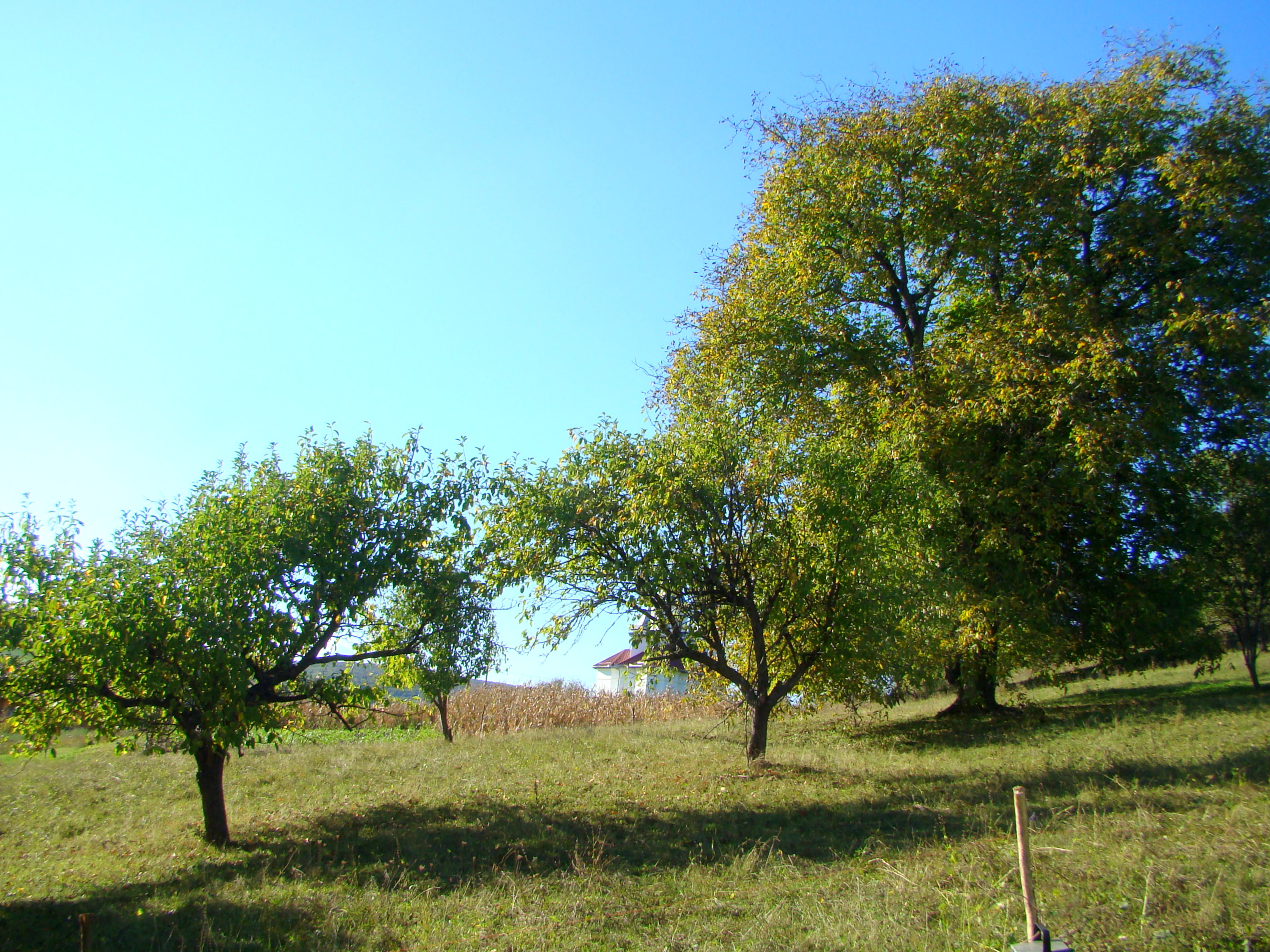
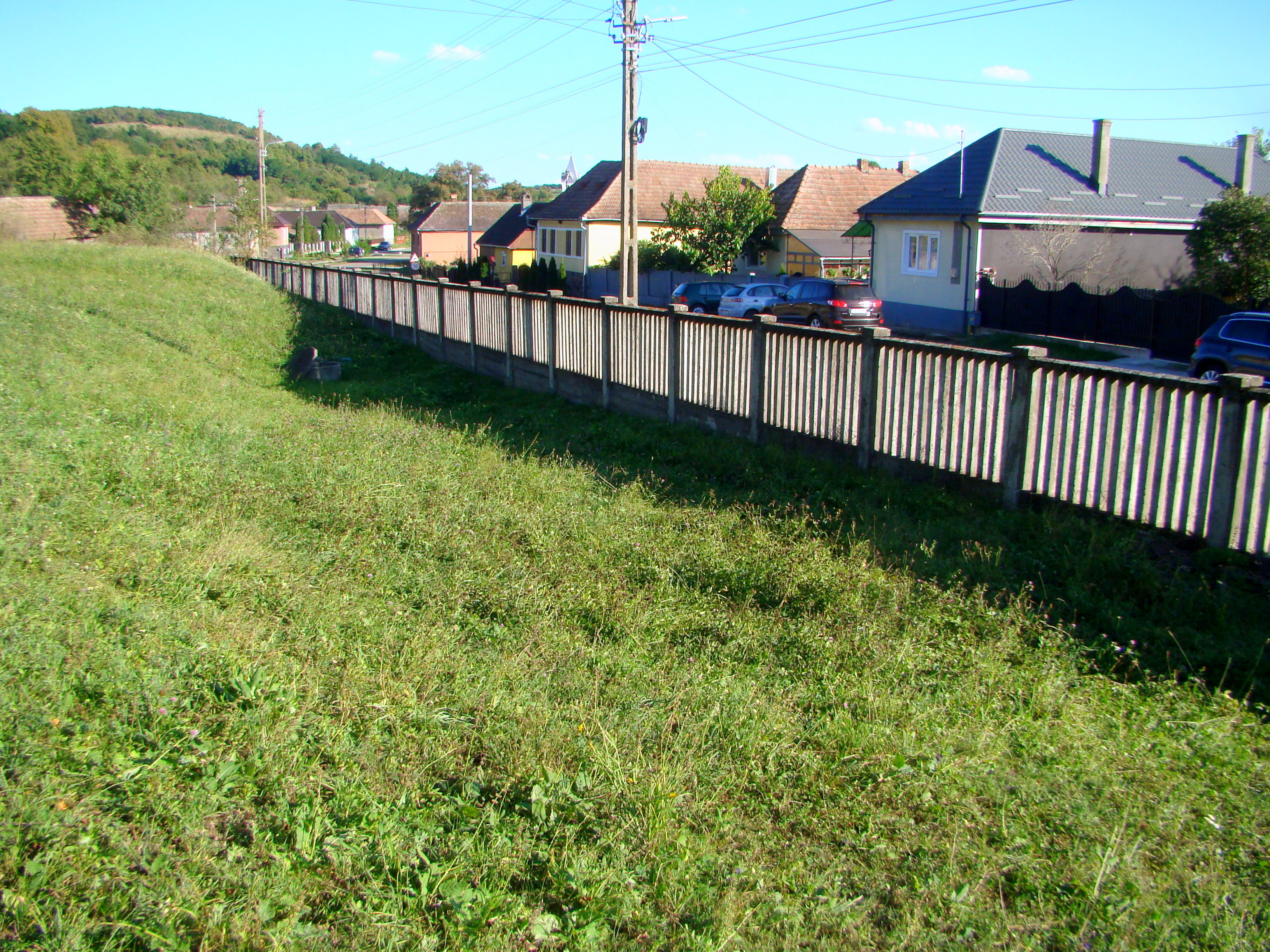
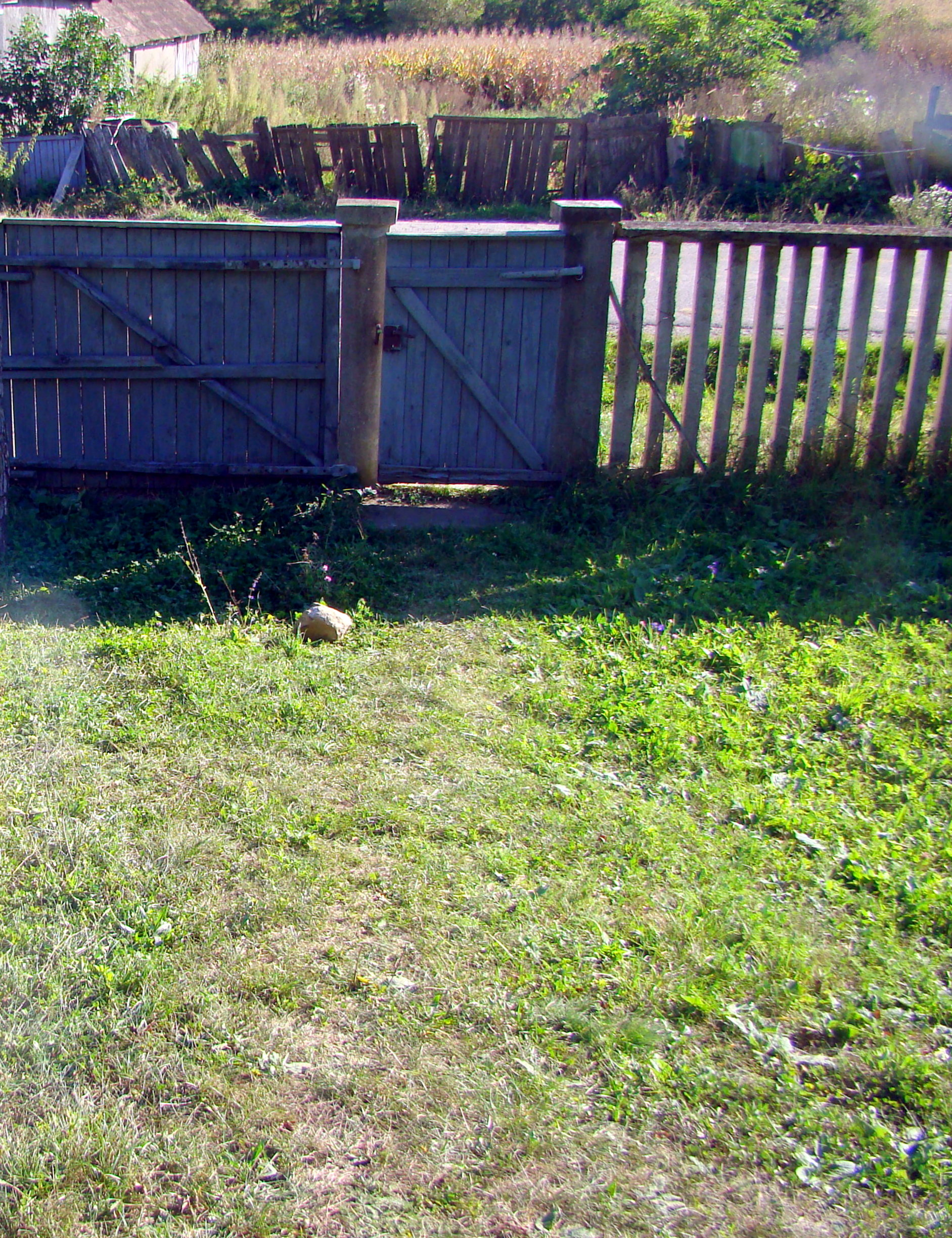
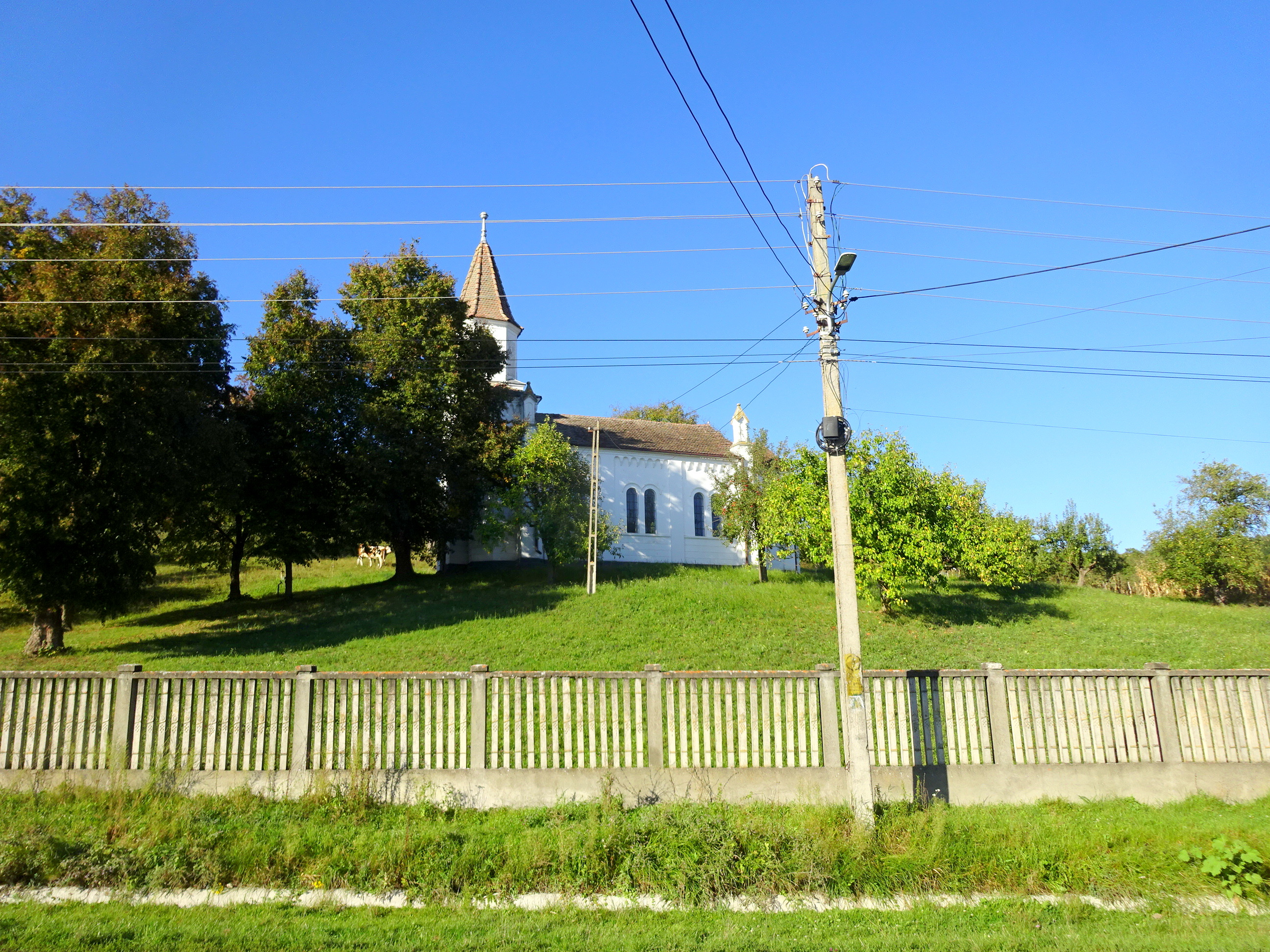

## Vezi și
- Logig, Mureș

## Imagini din interior

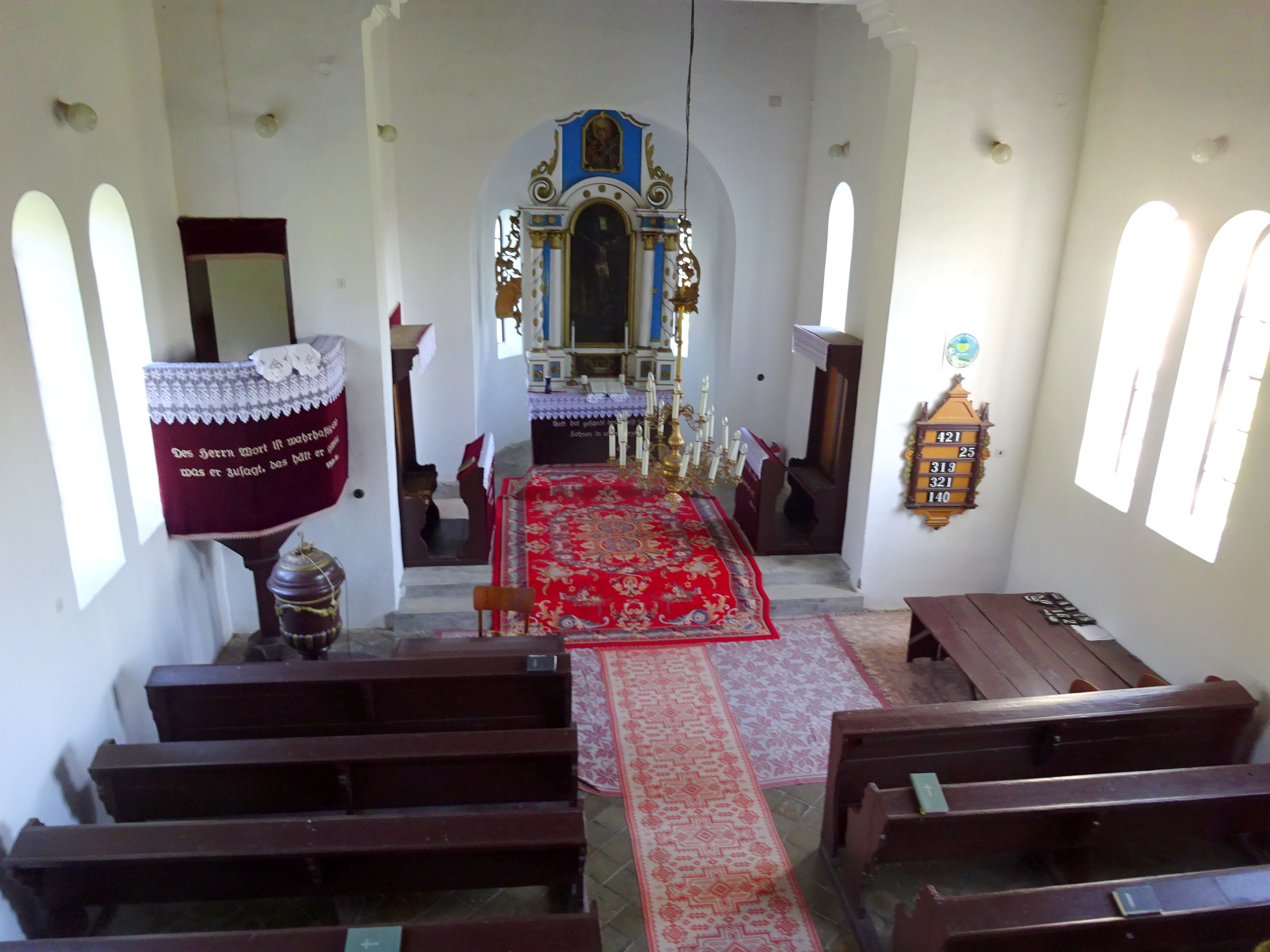
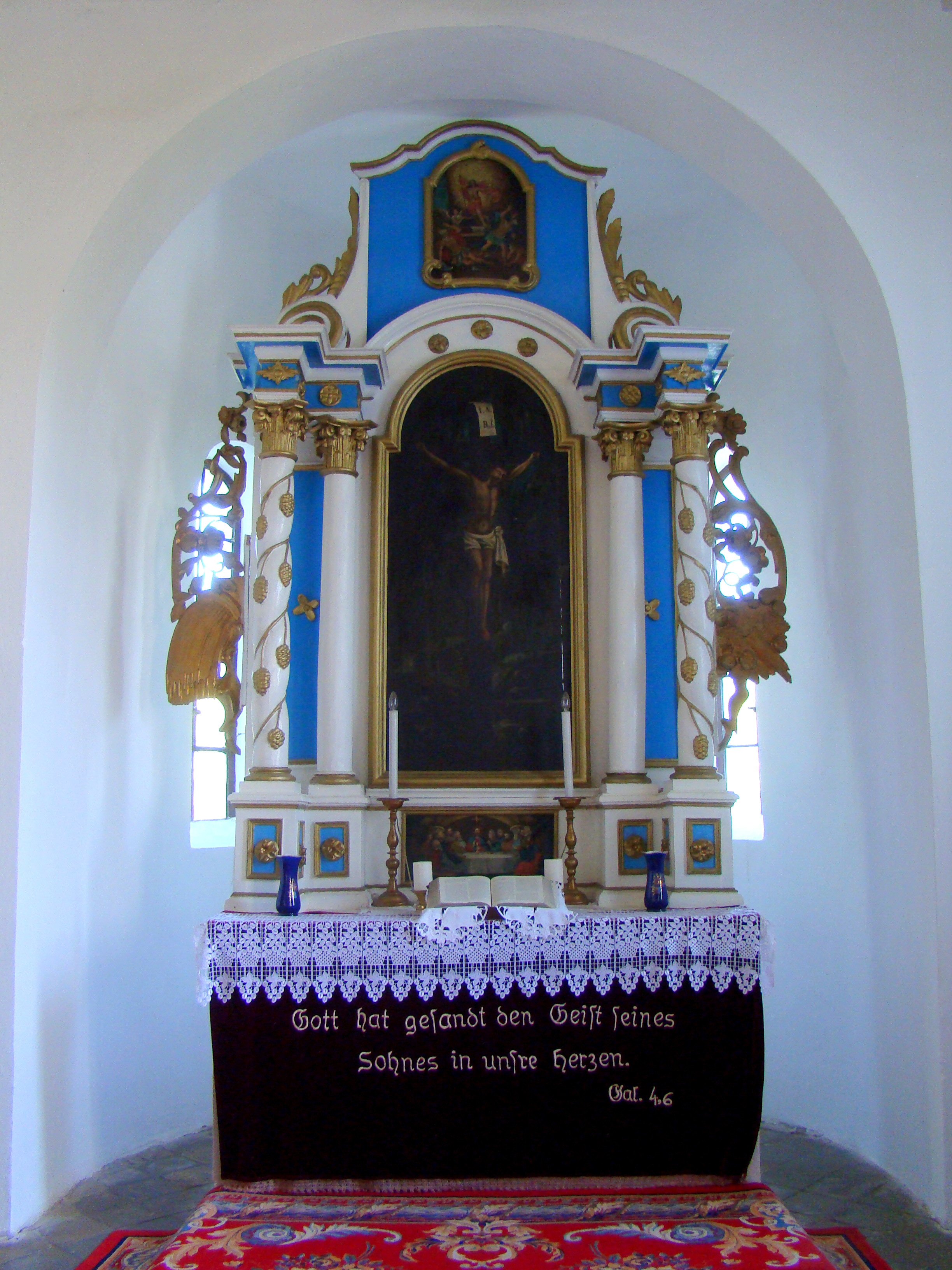
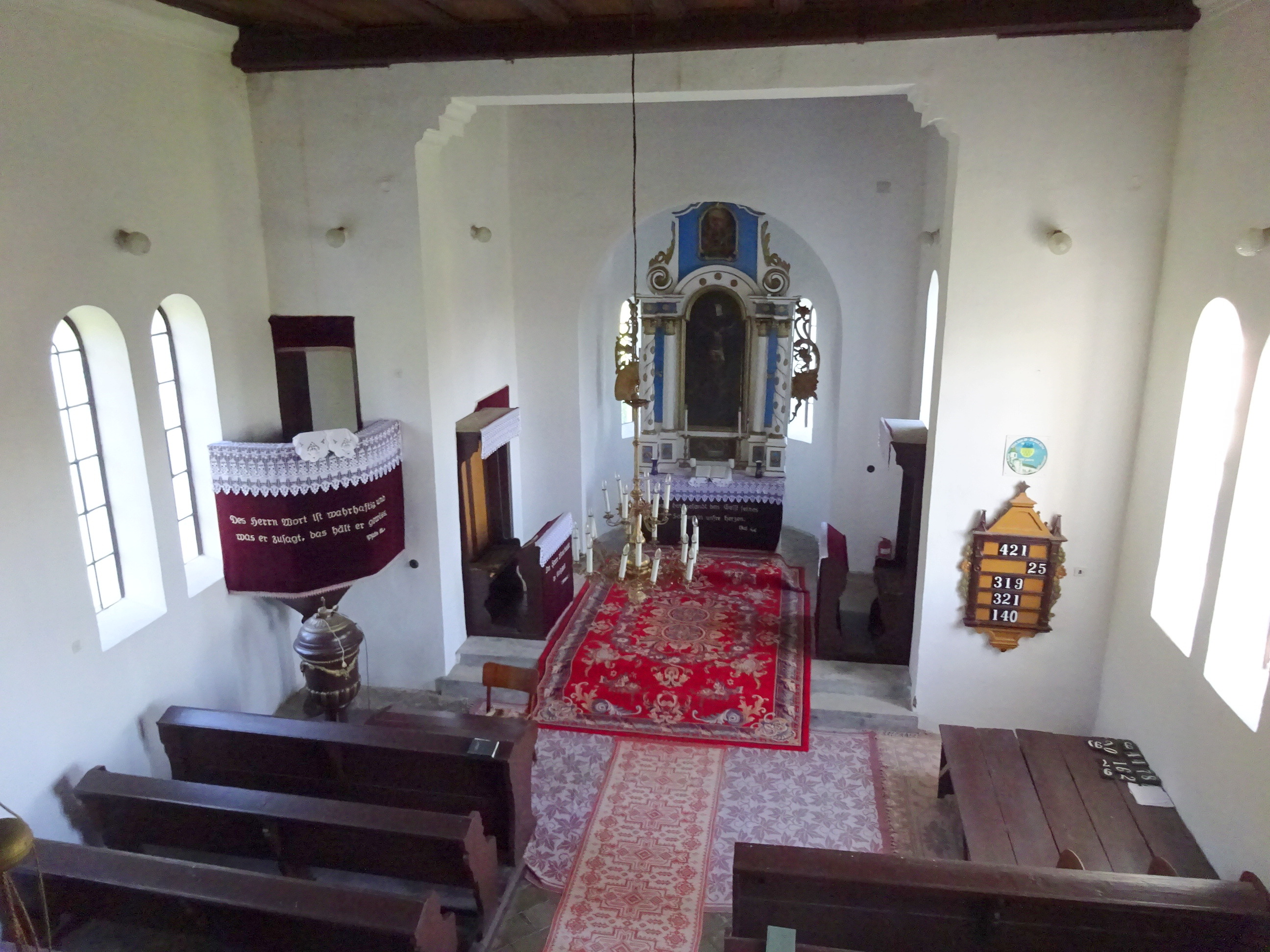
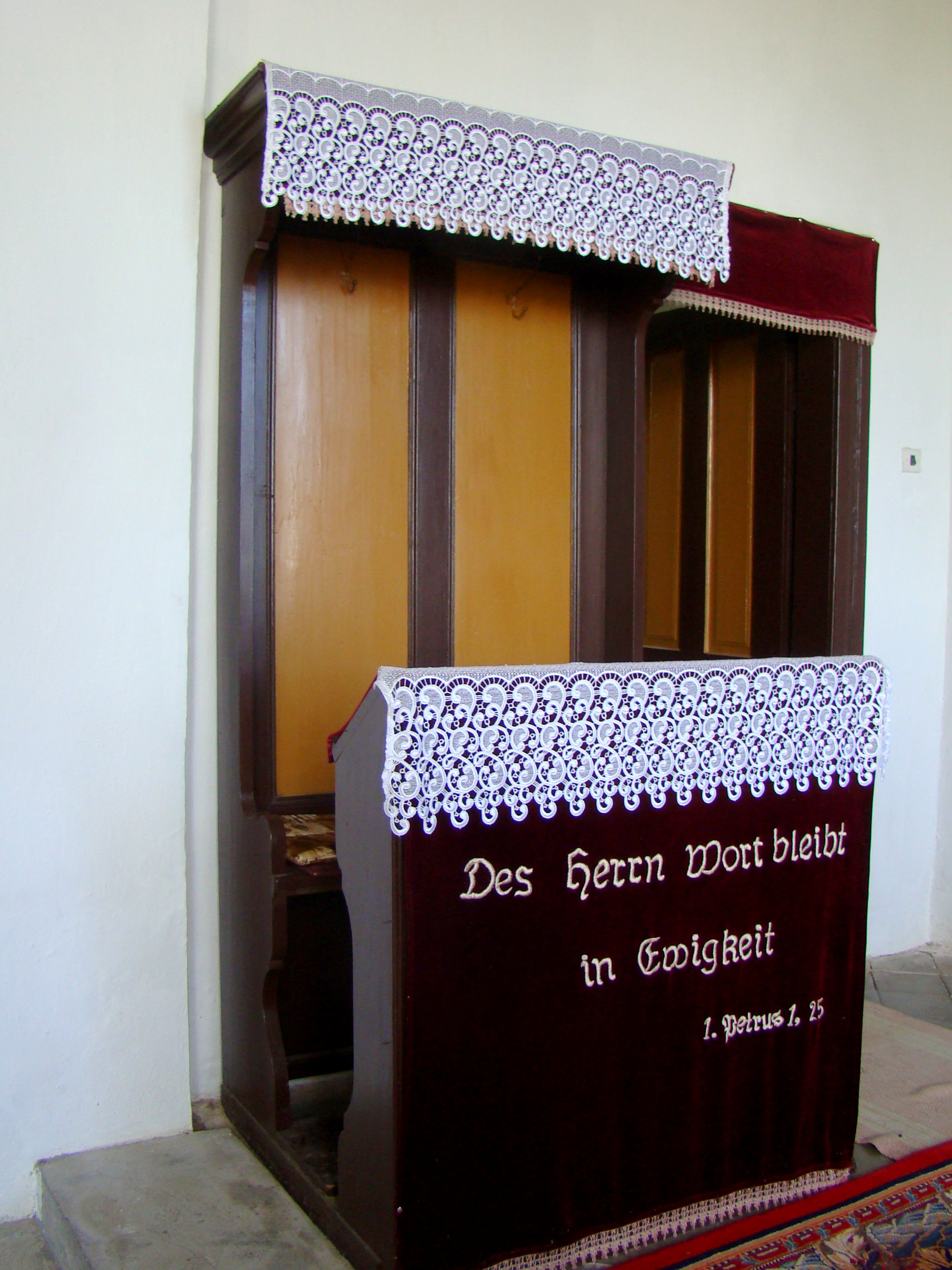
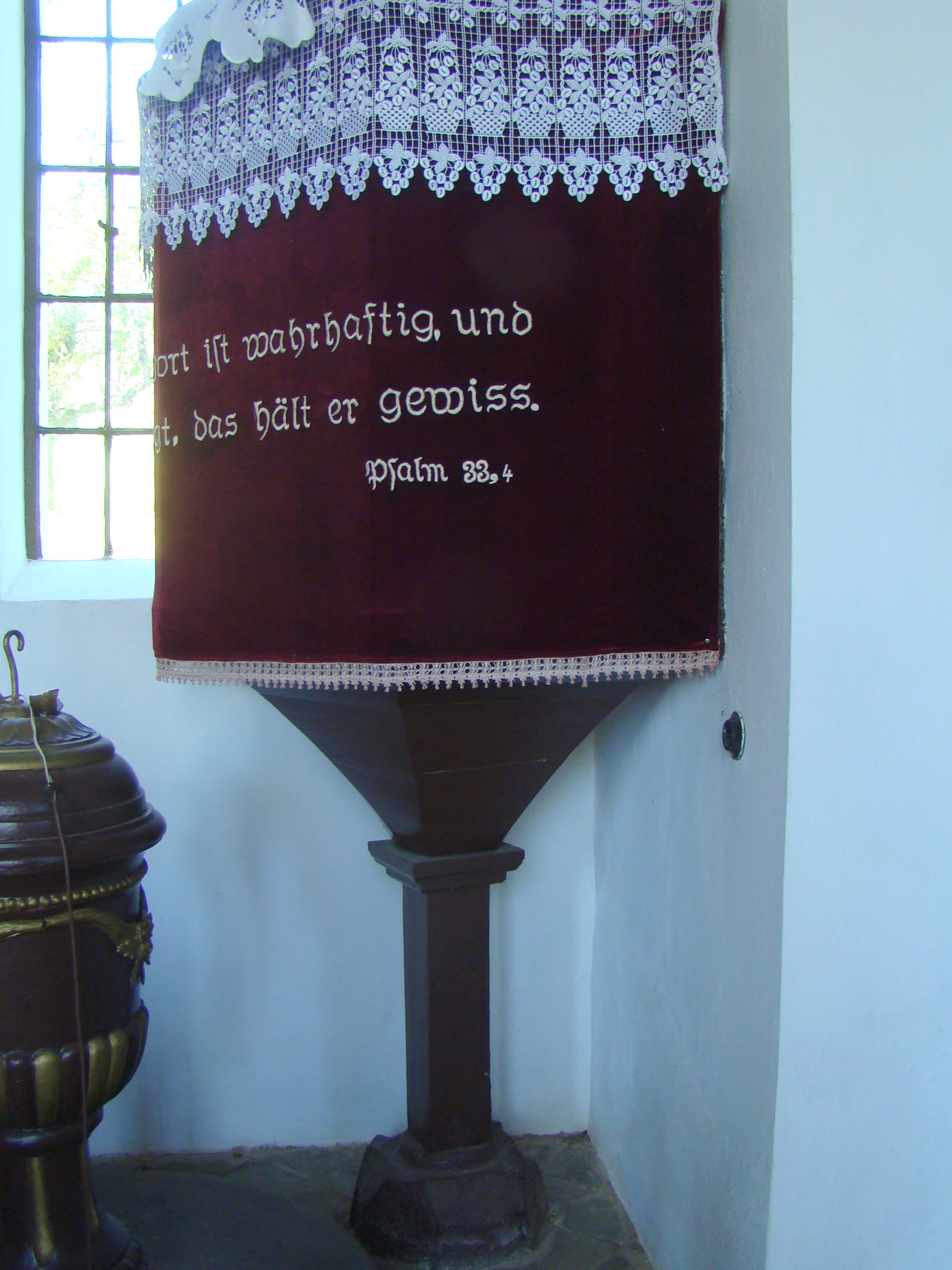
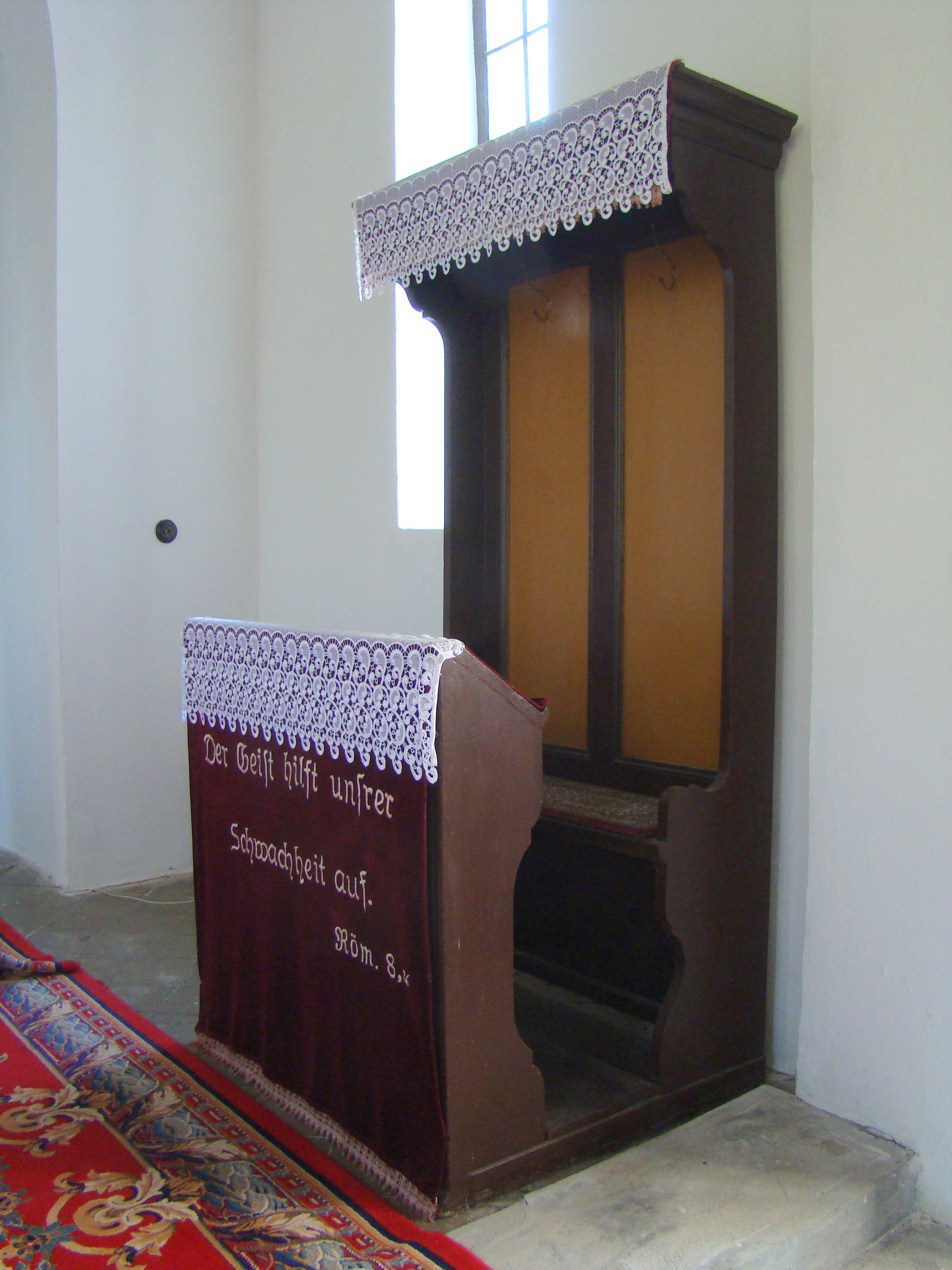
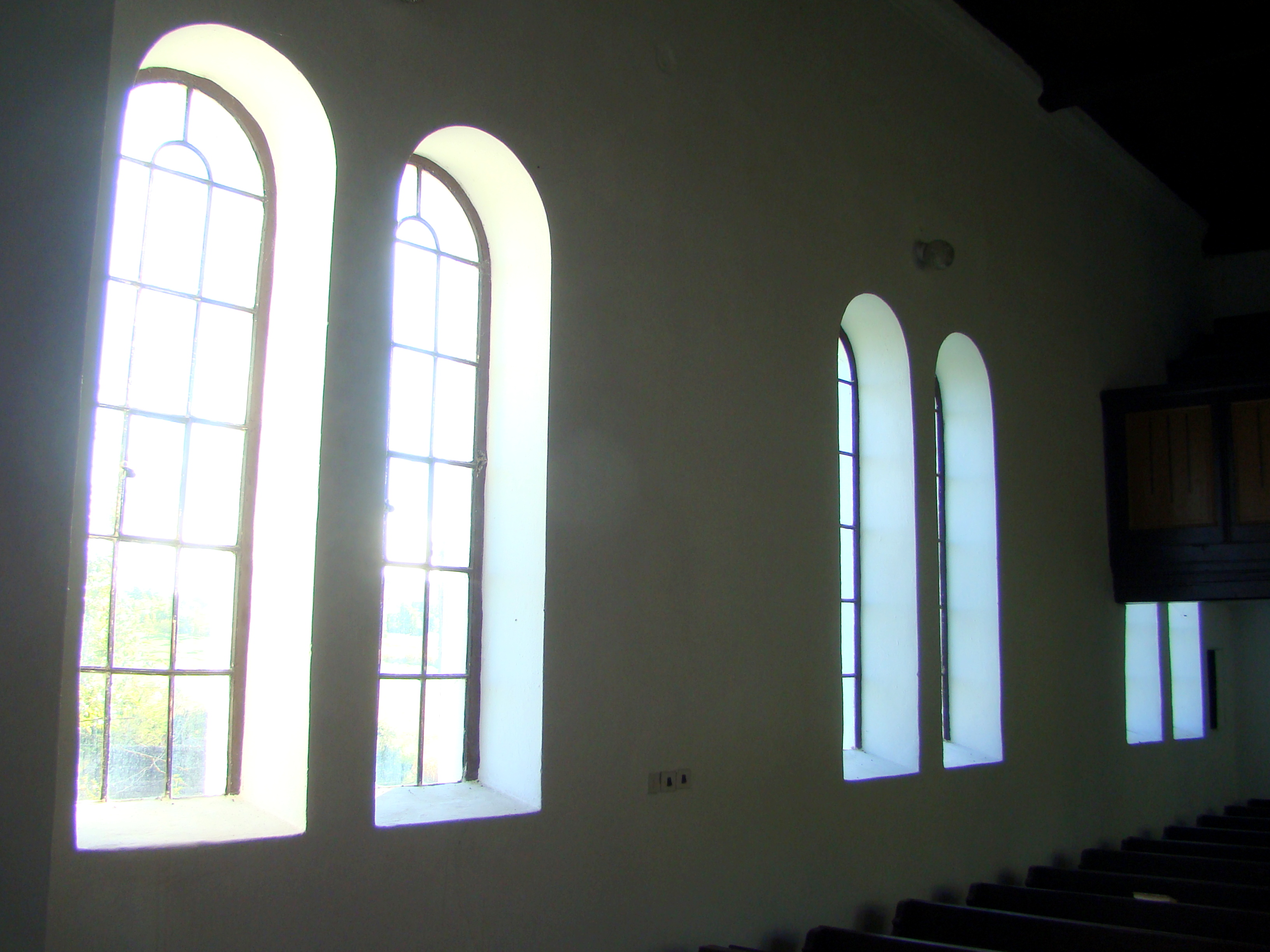
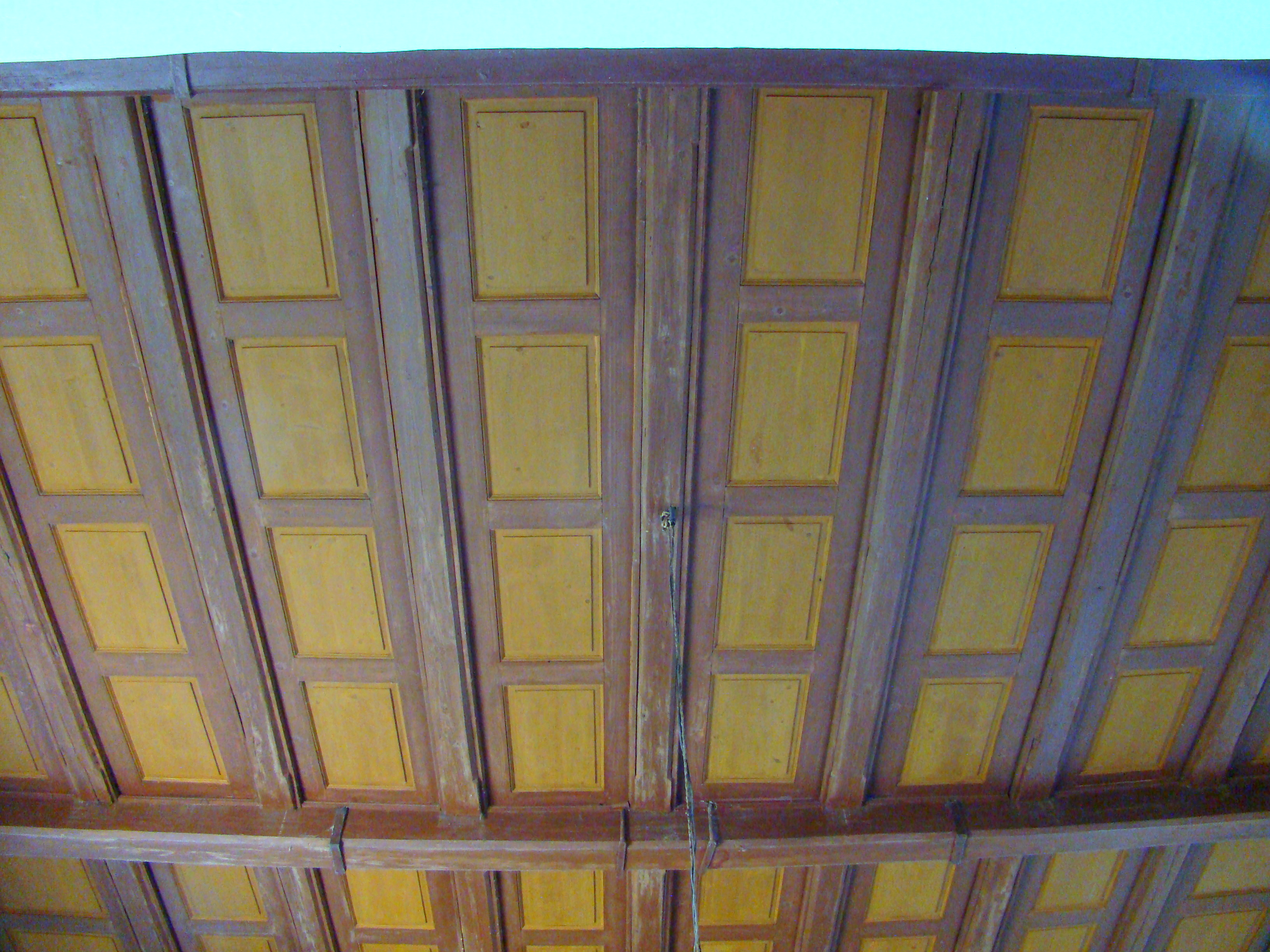
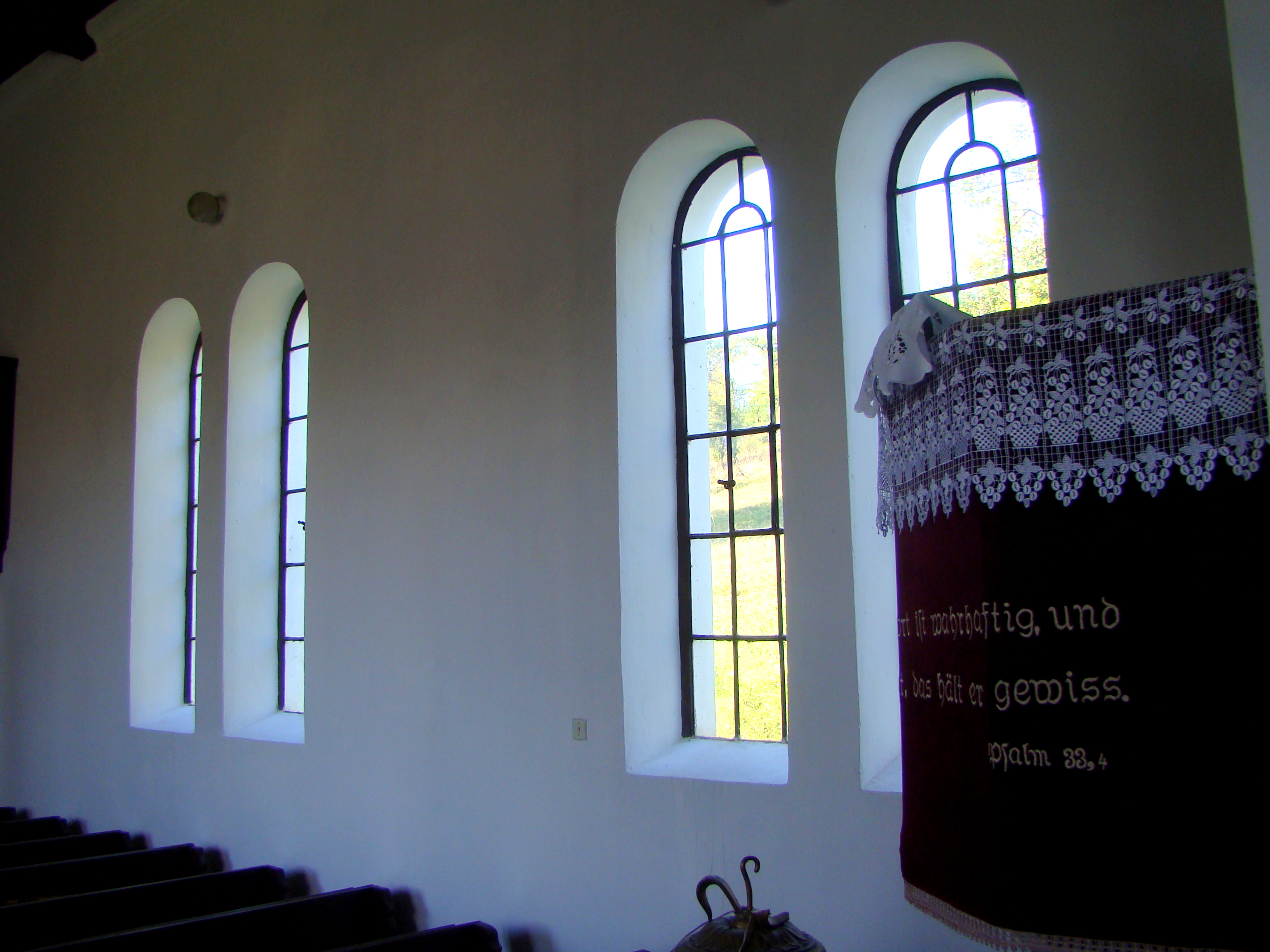
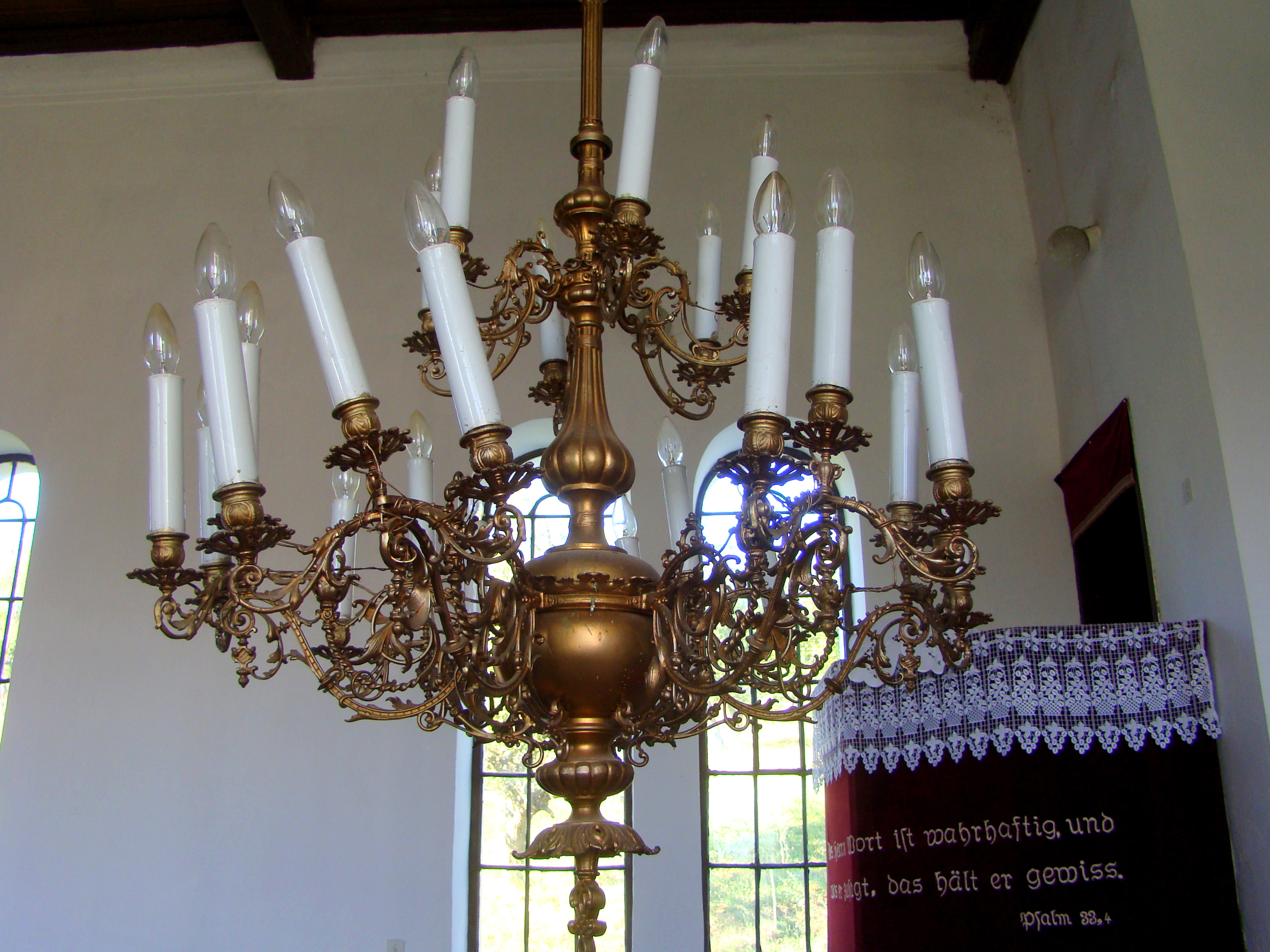
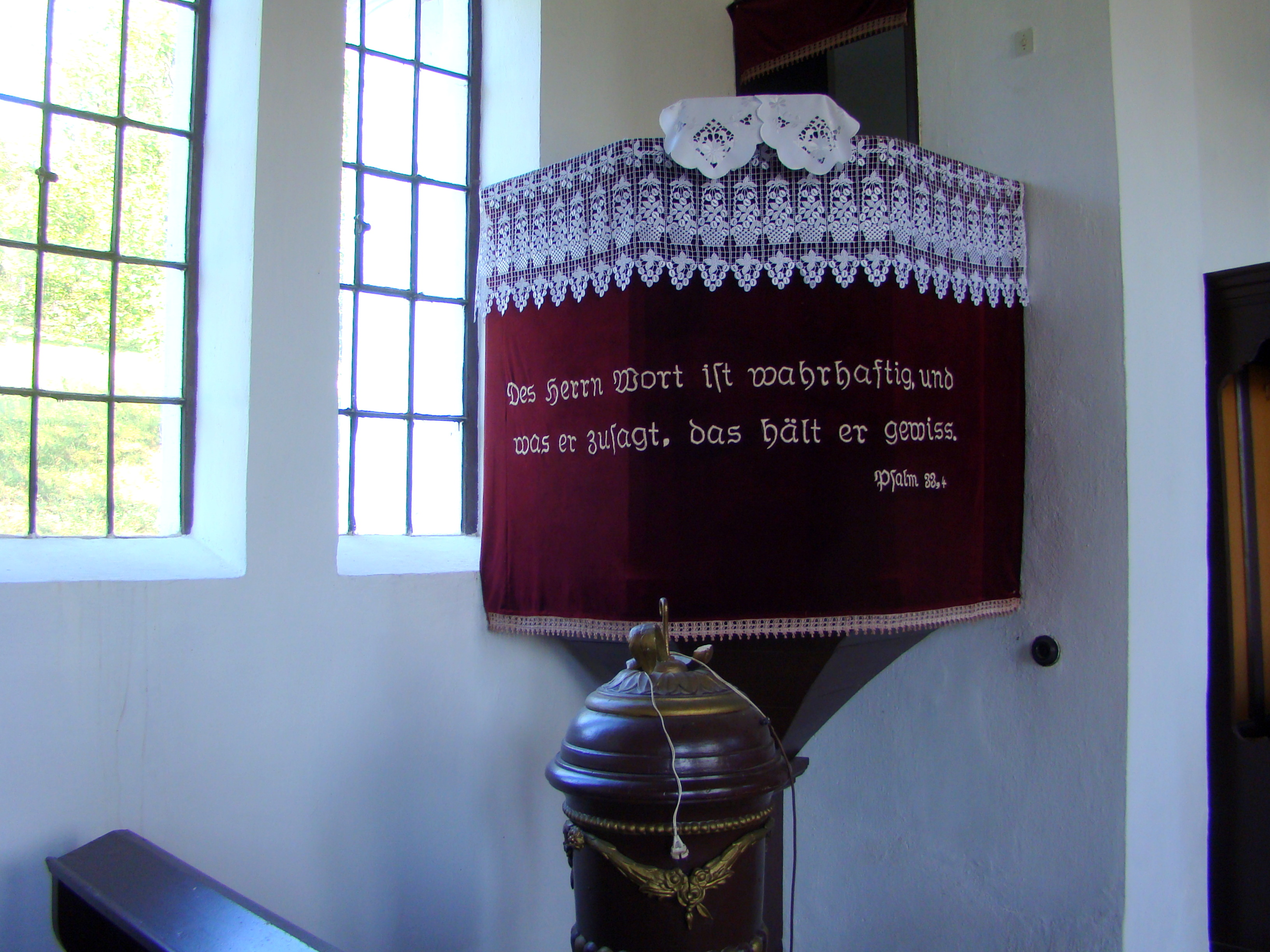
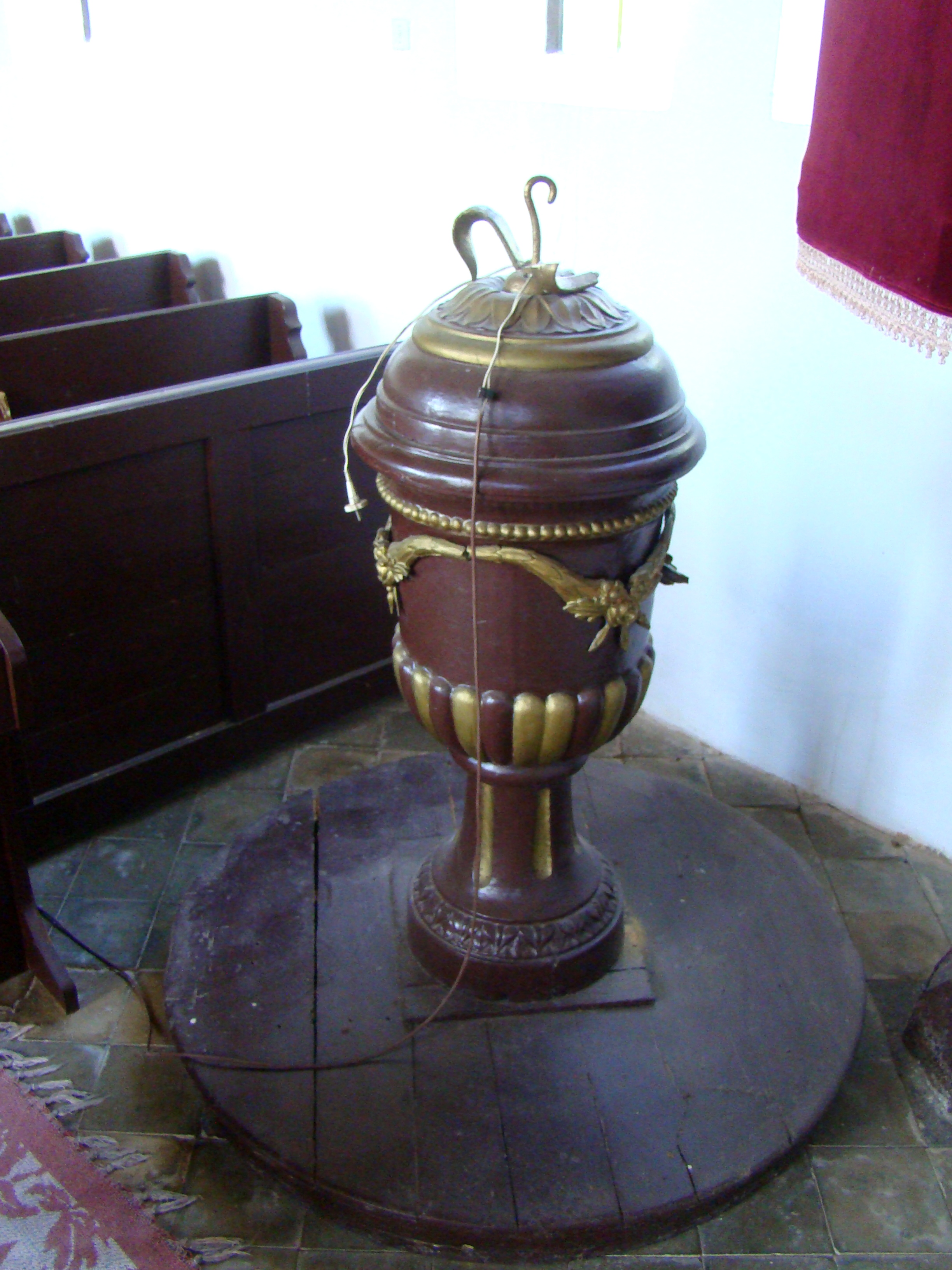
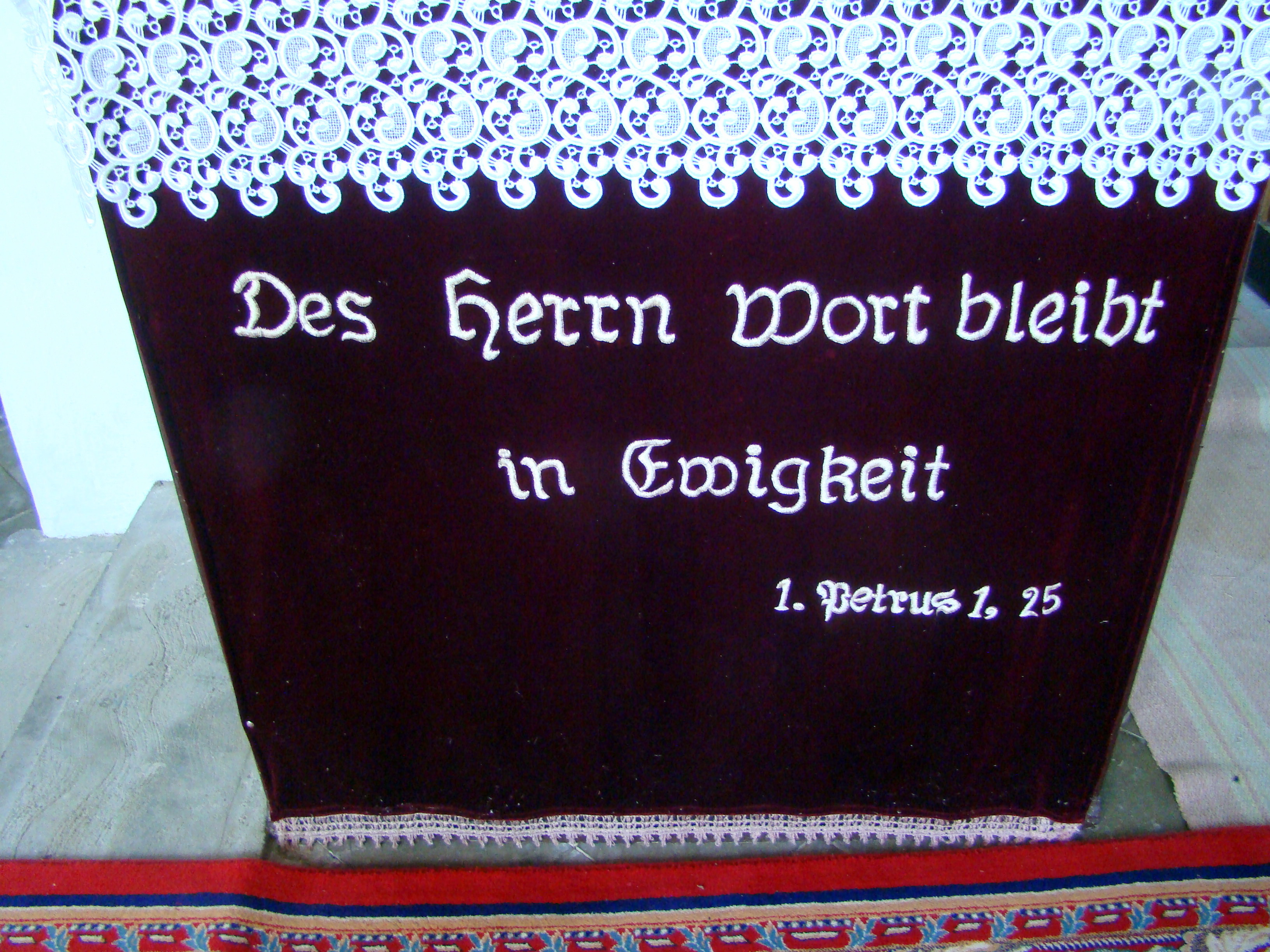
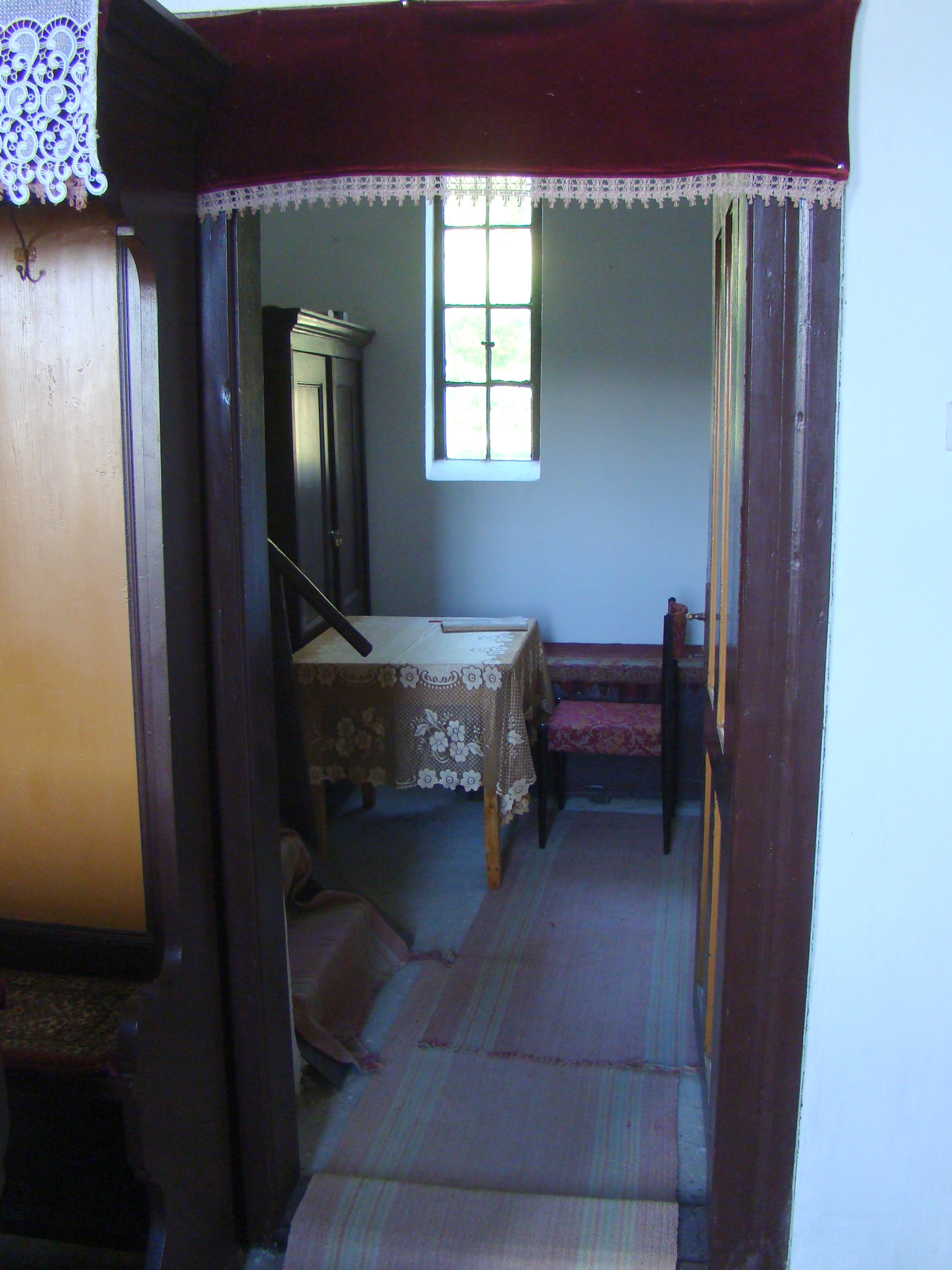
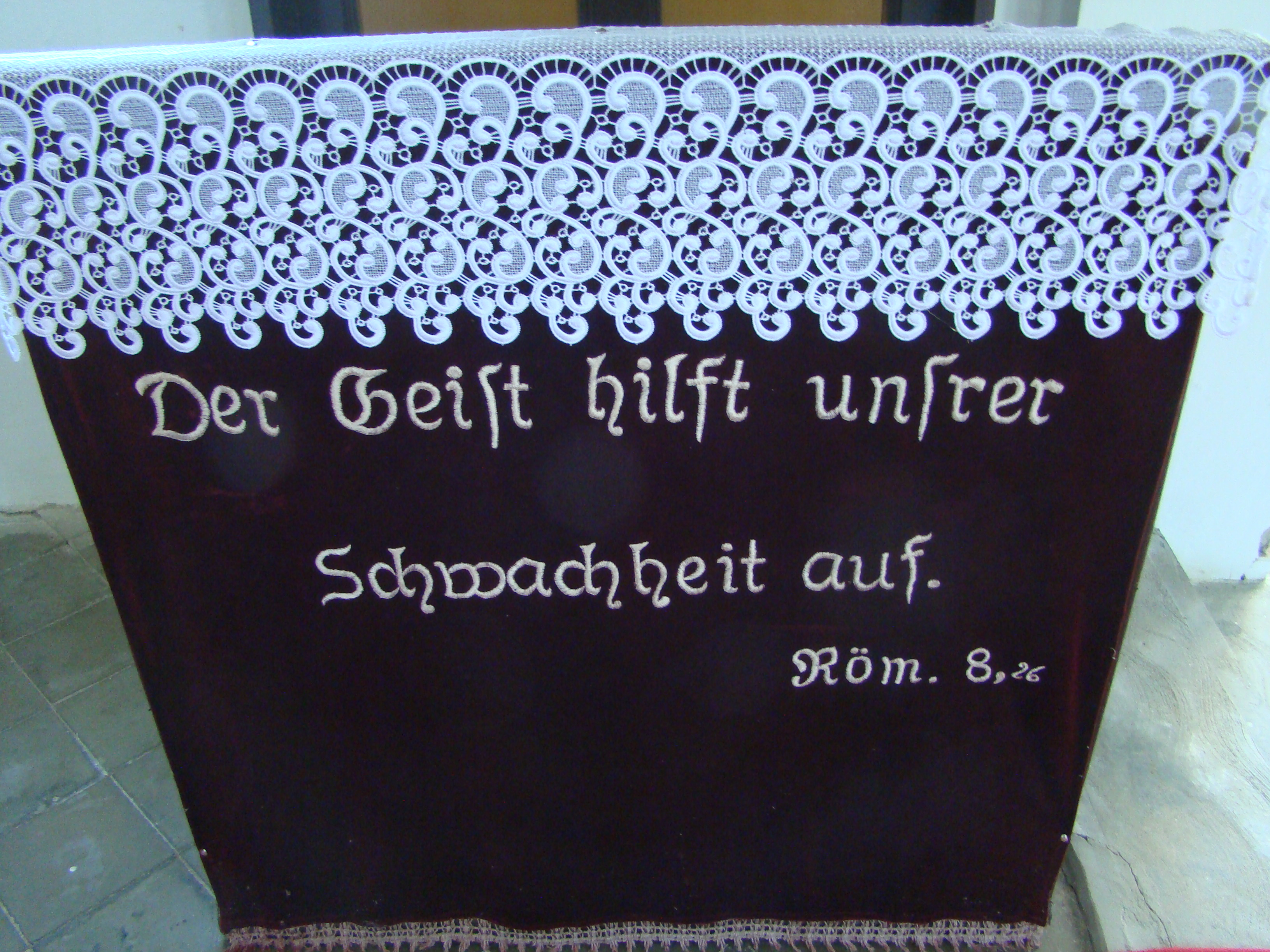
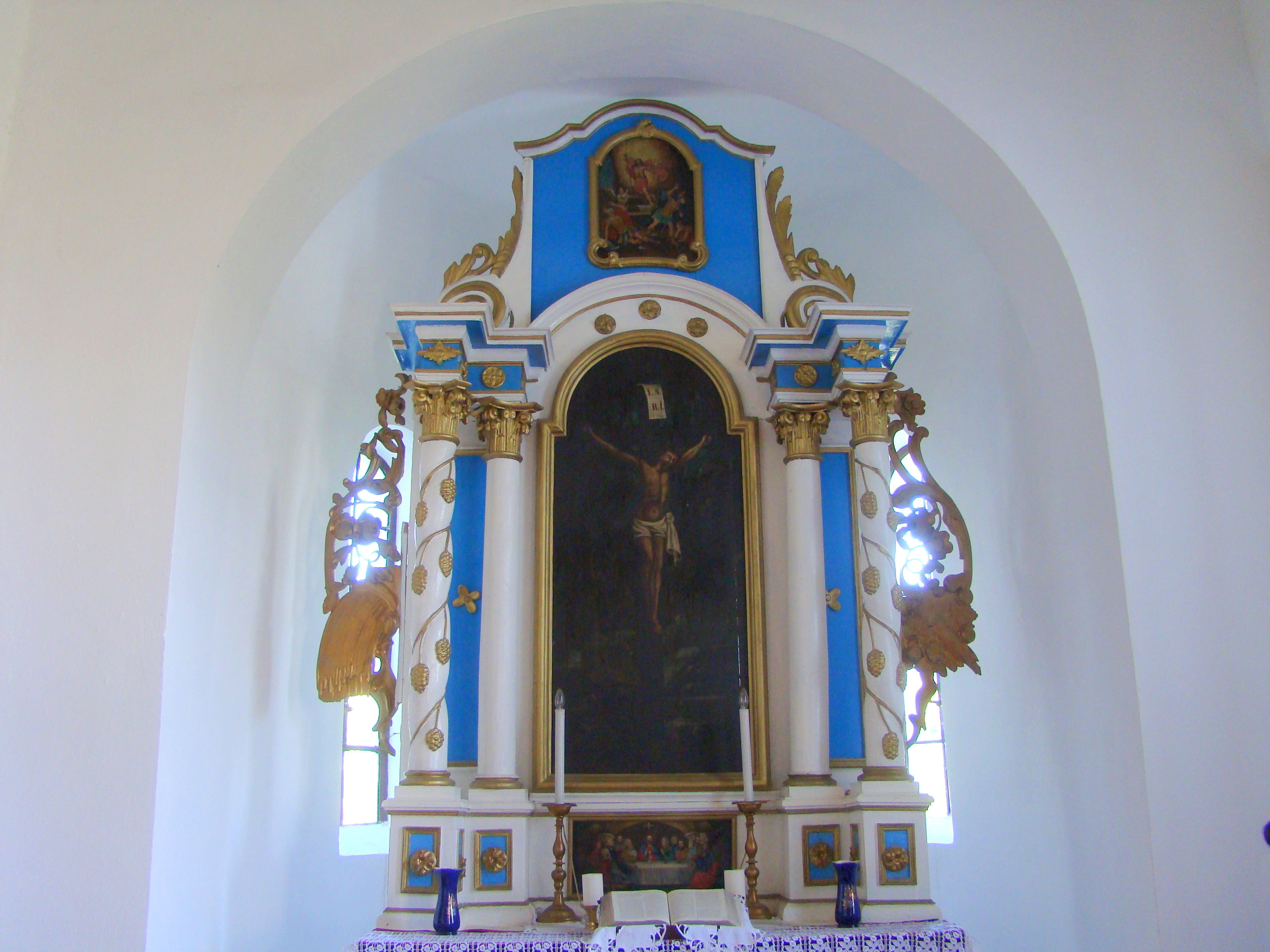
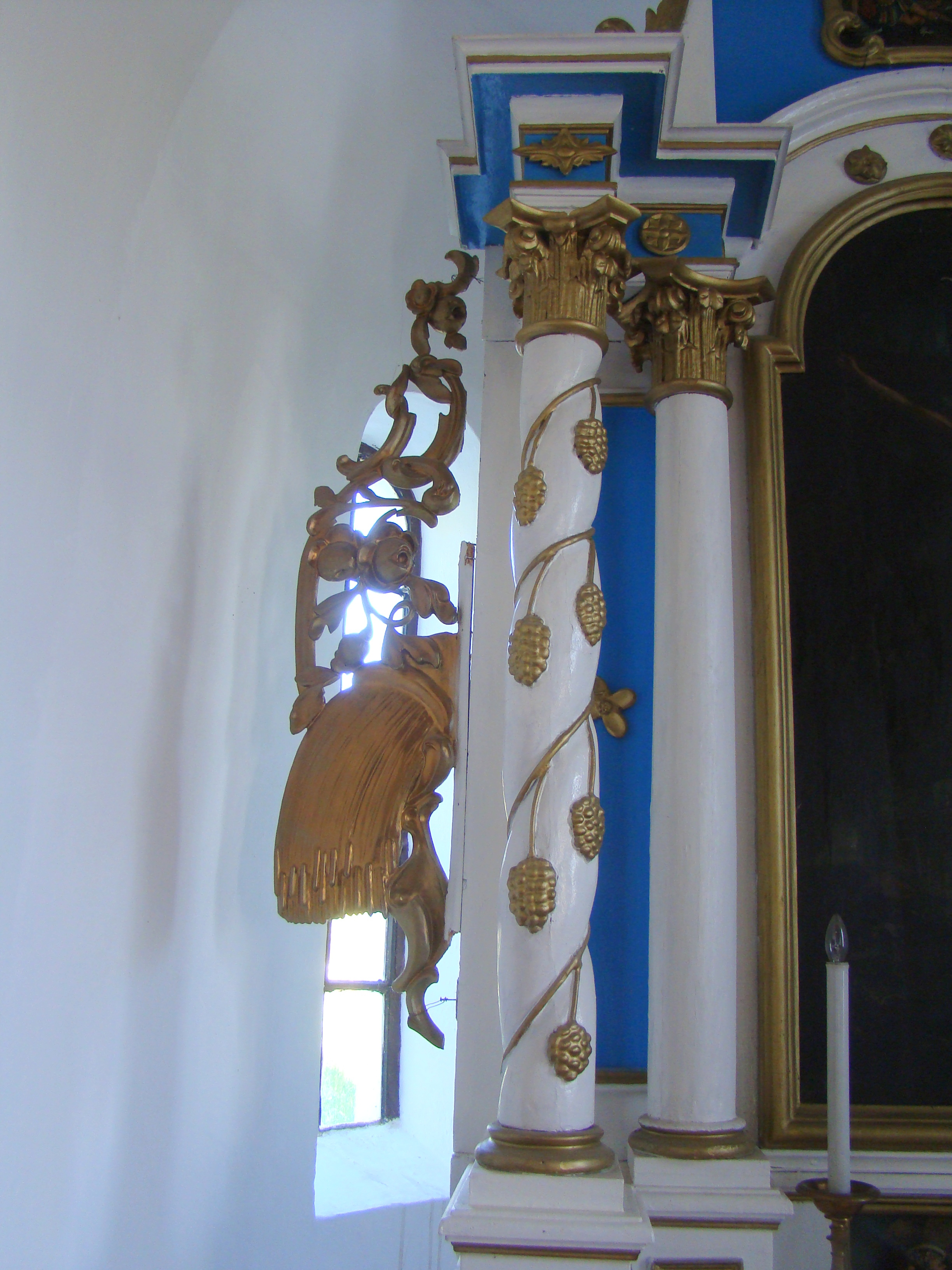
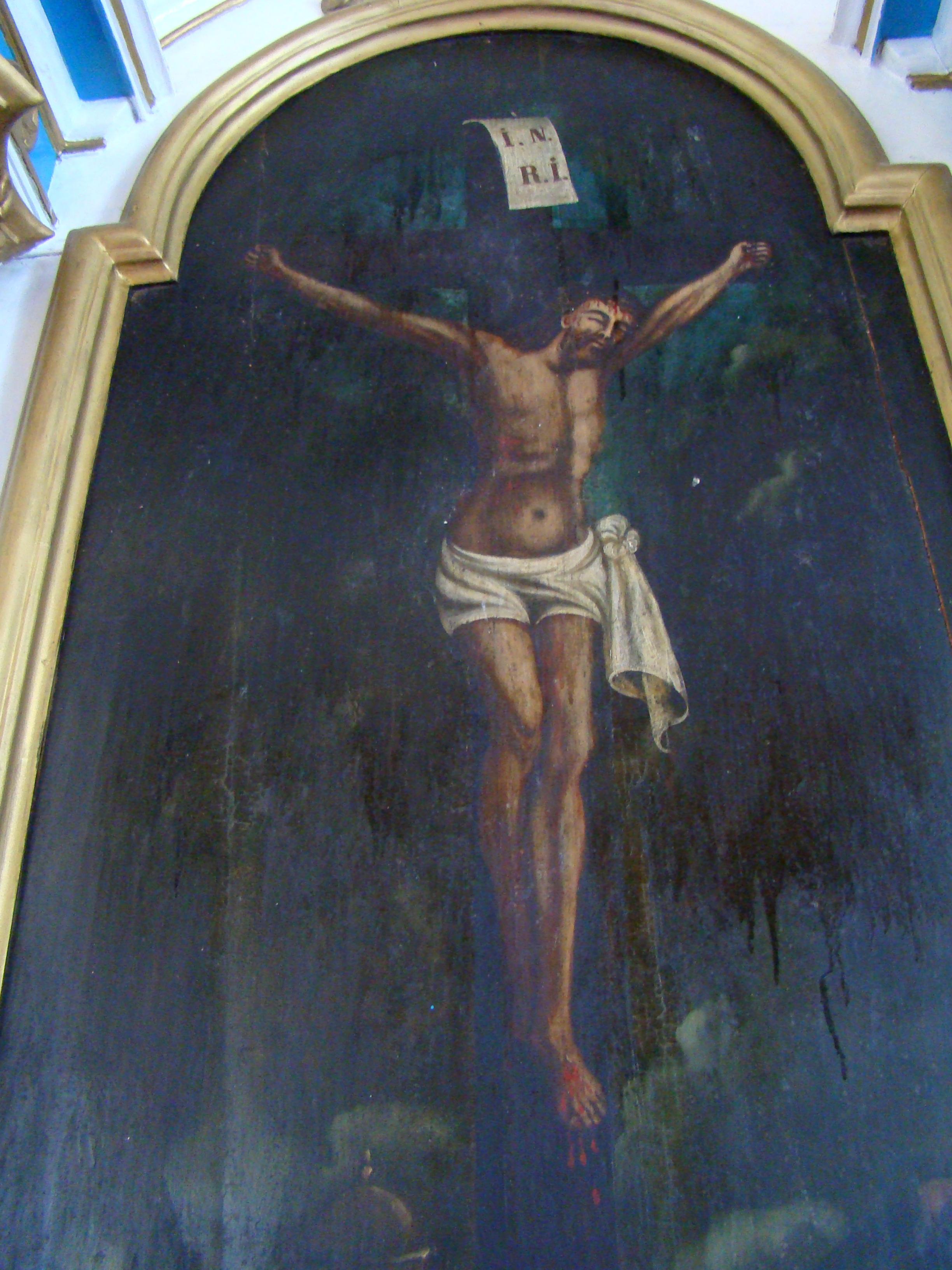
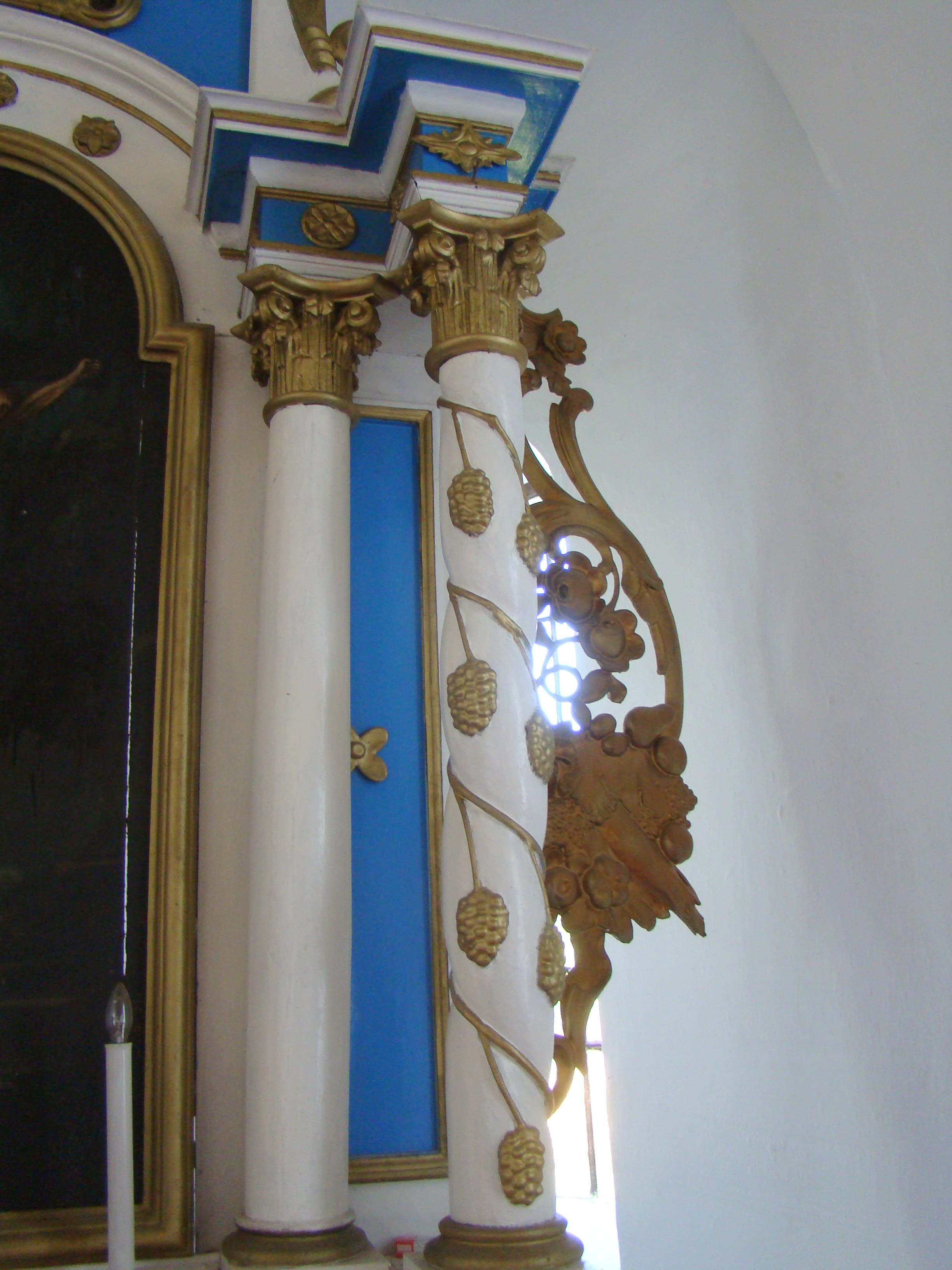
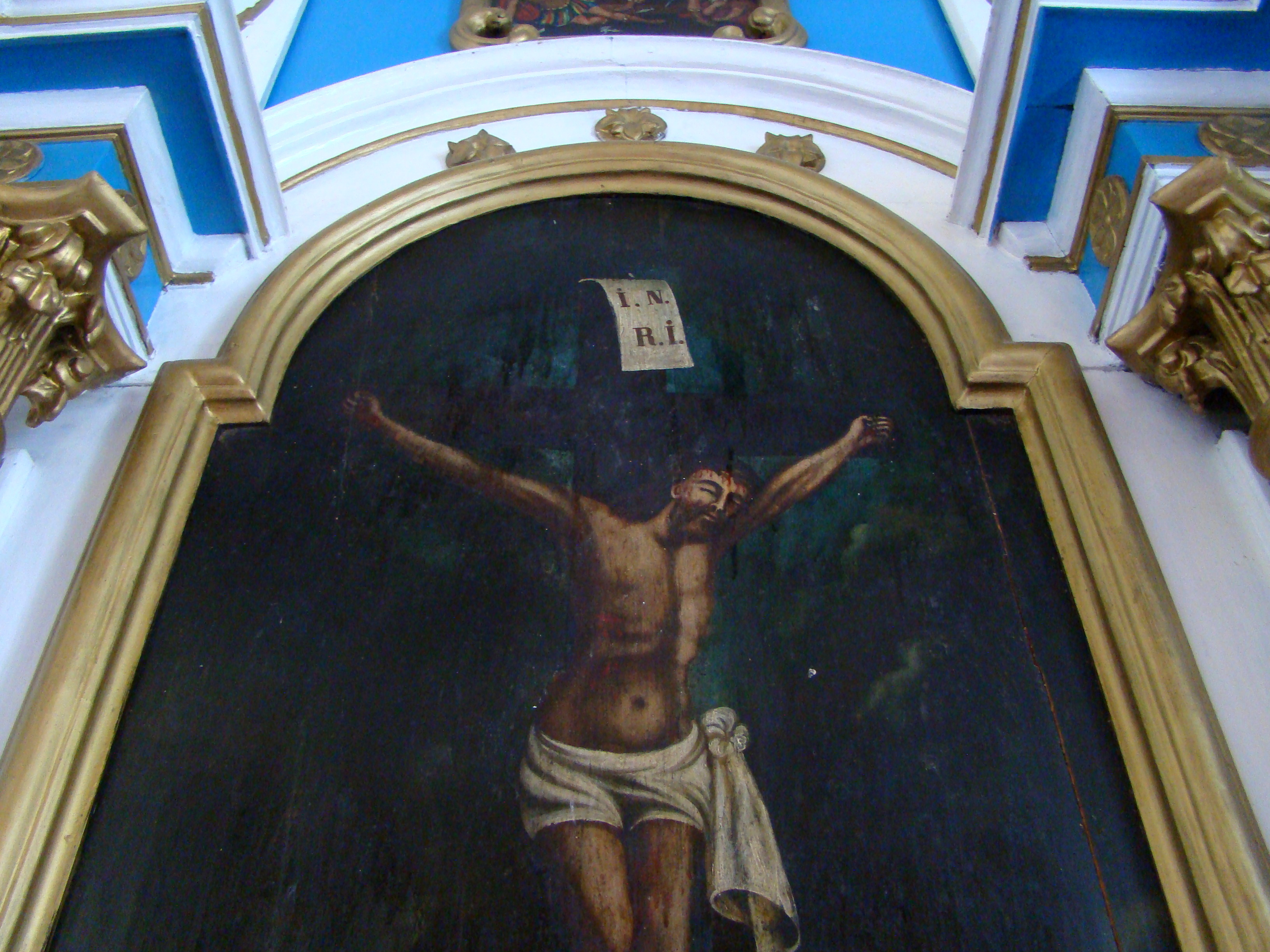
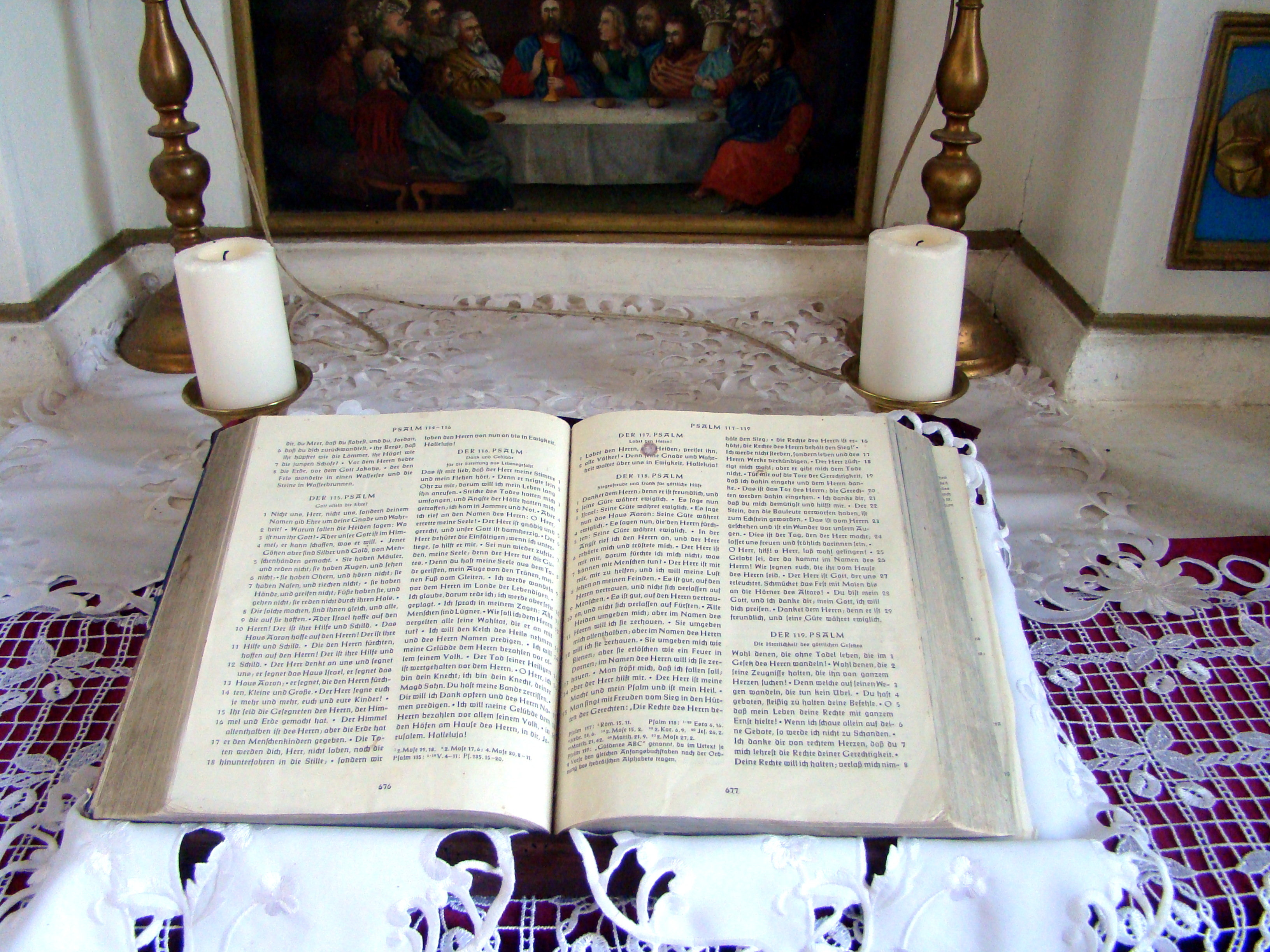
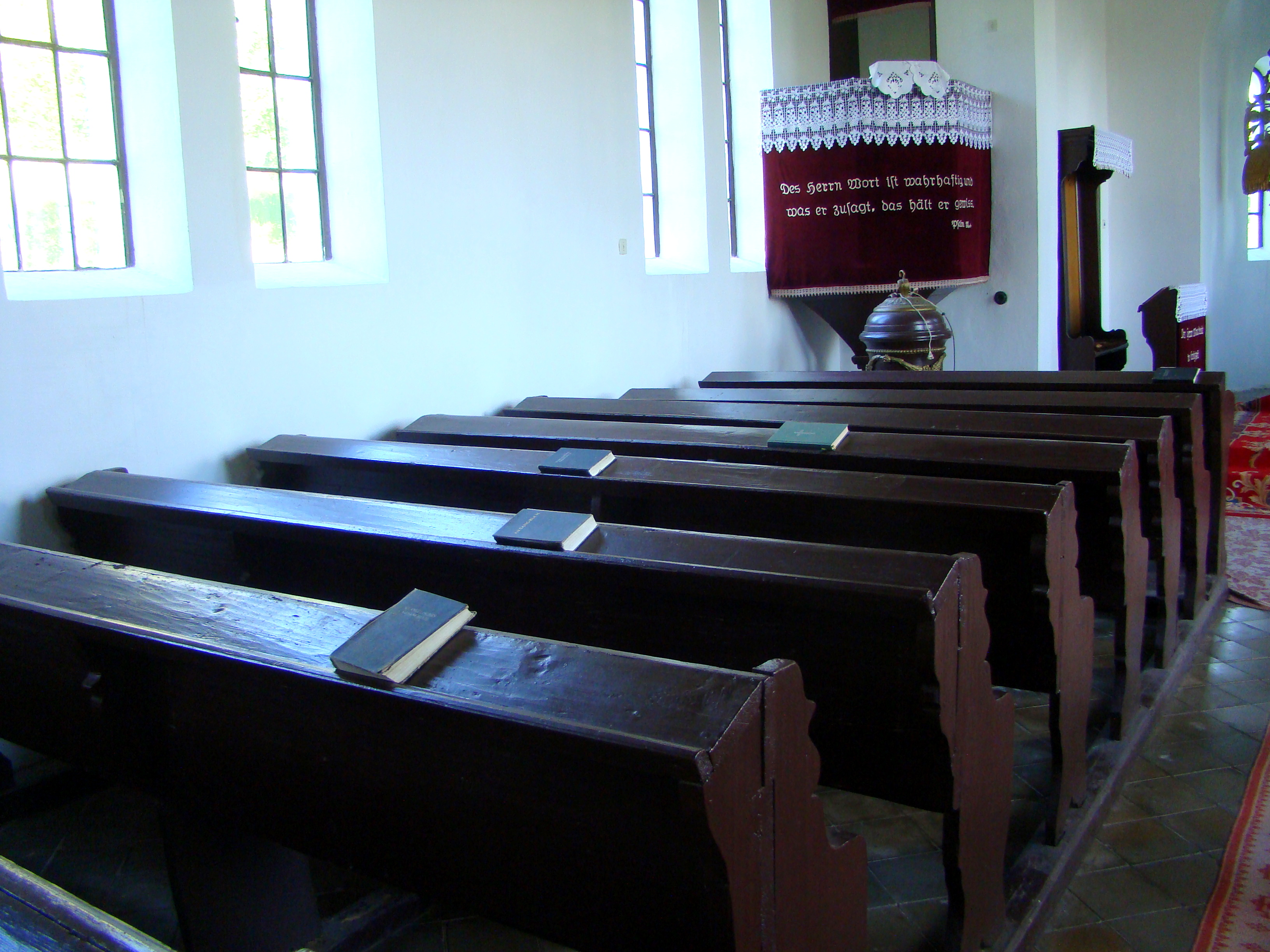
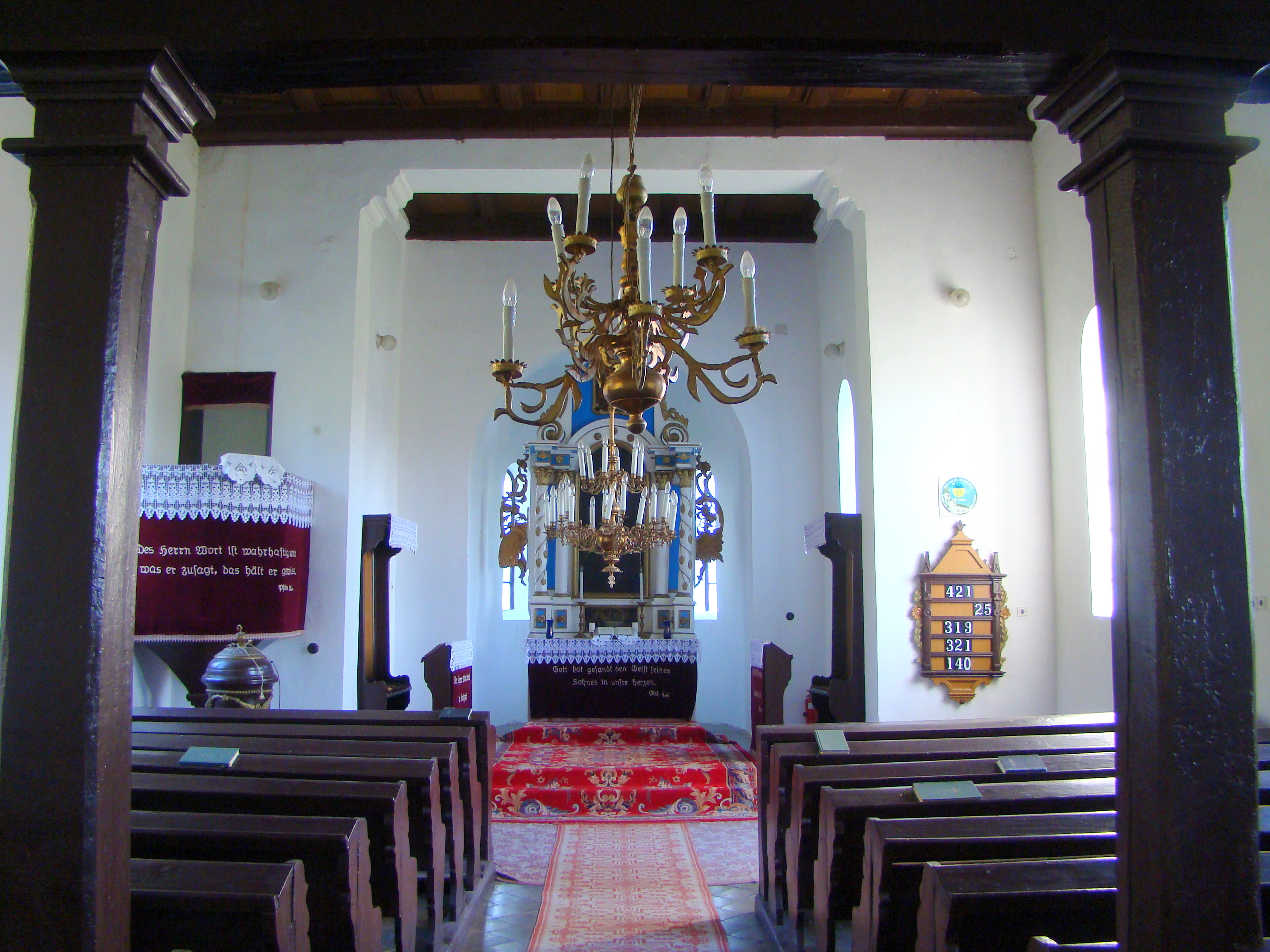
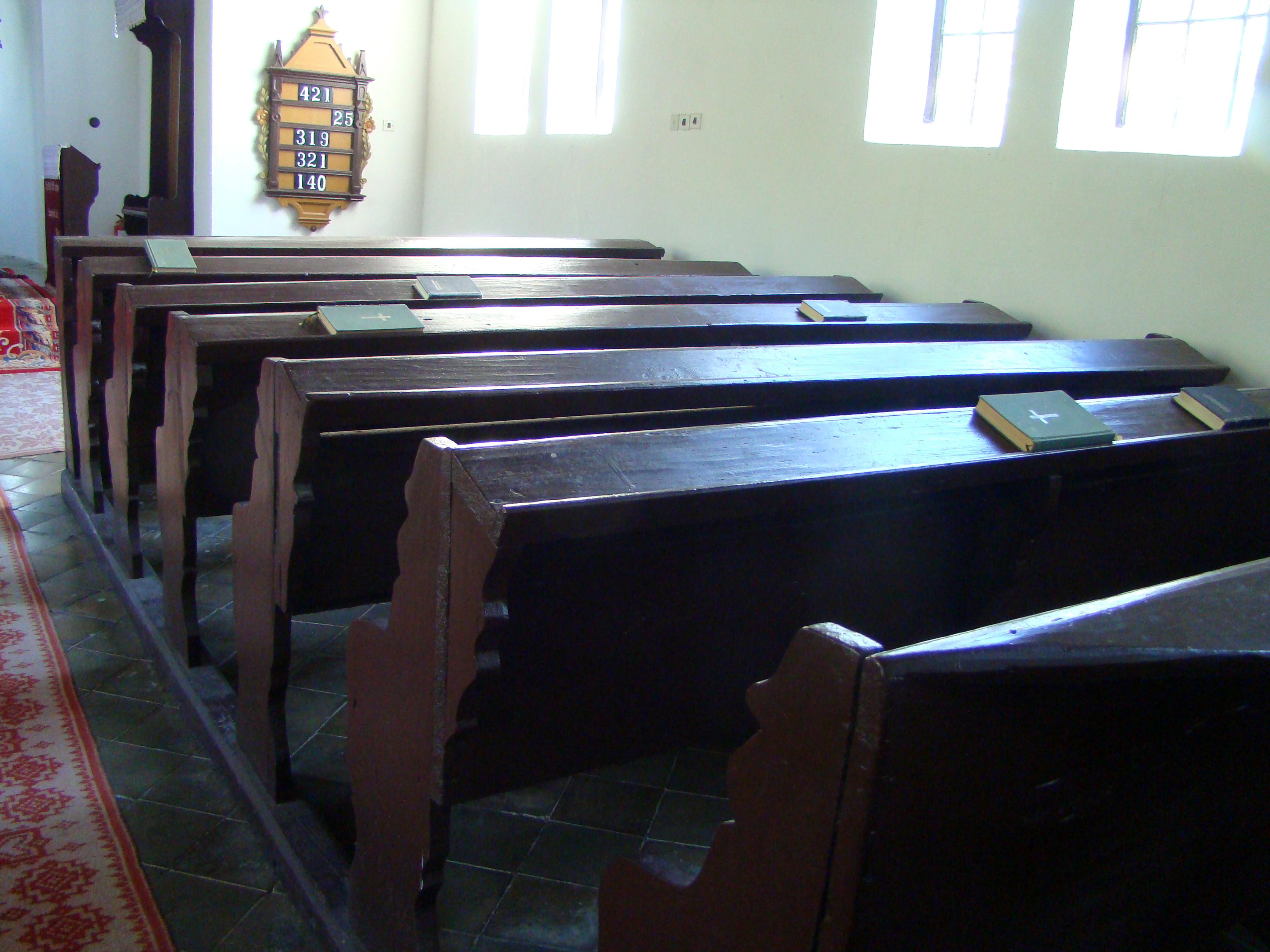
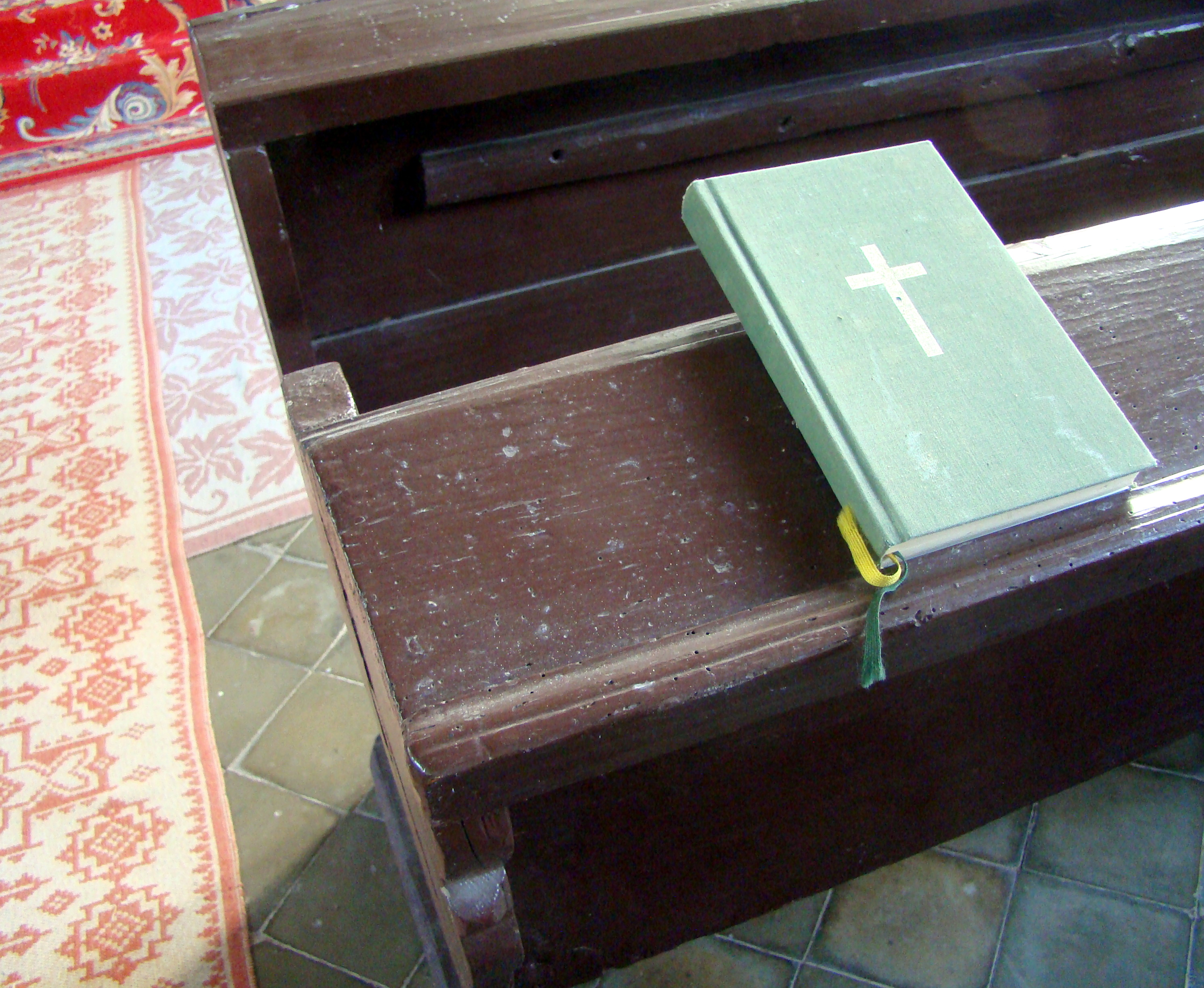
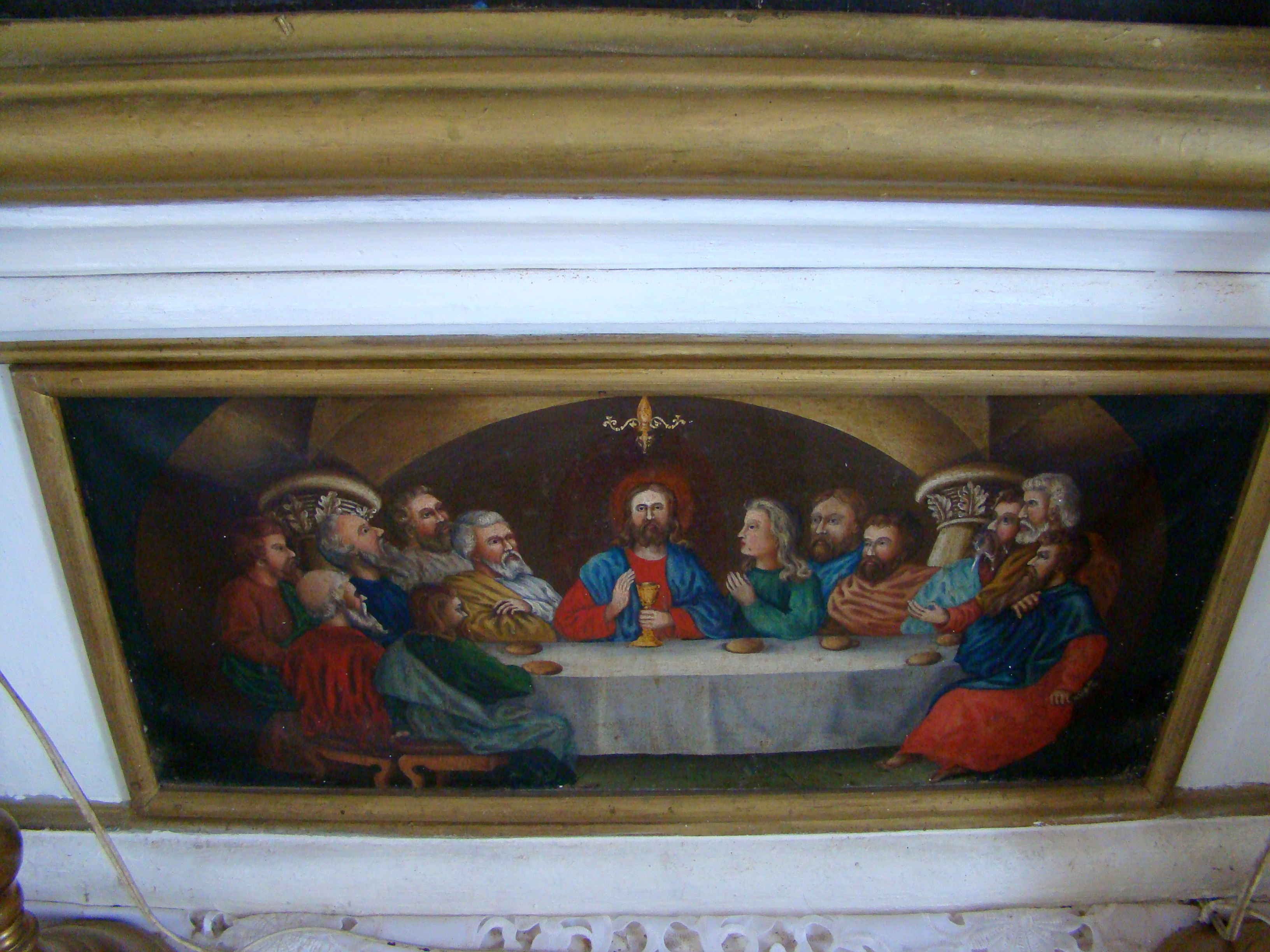
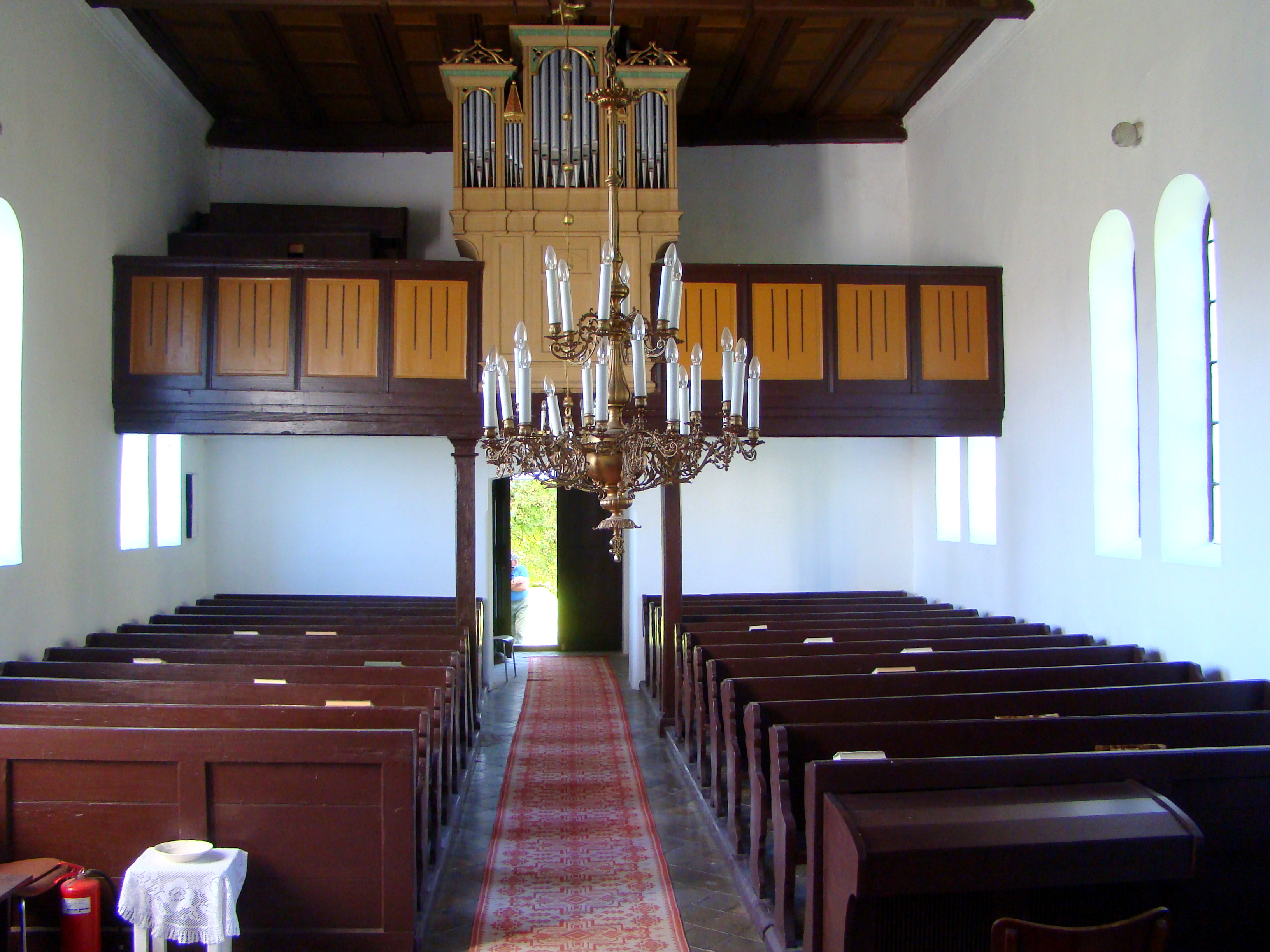
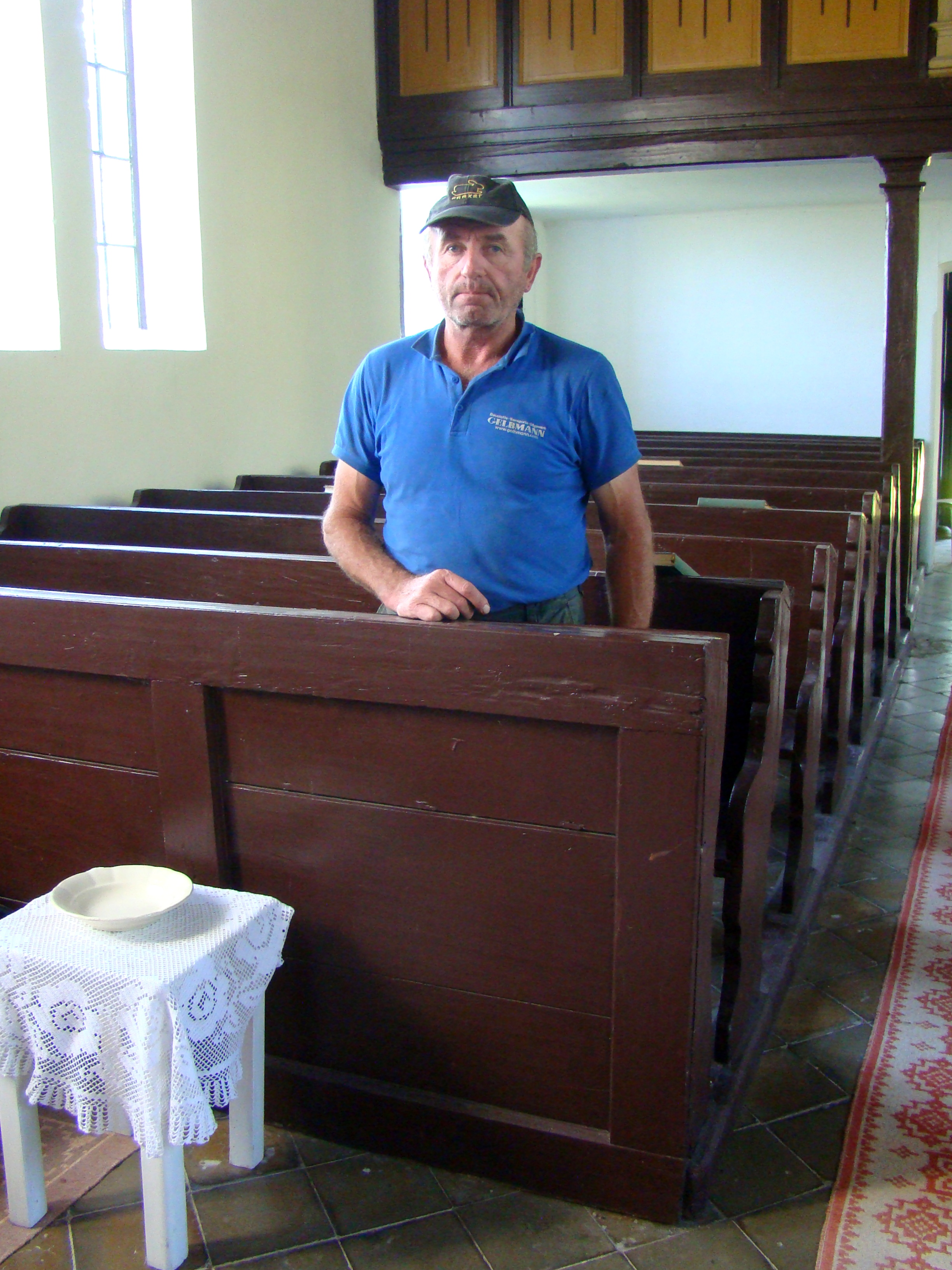
Curatorul bisericii: Martin Rehner
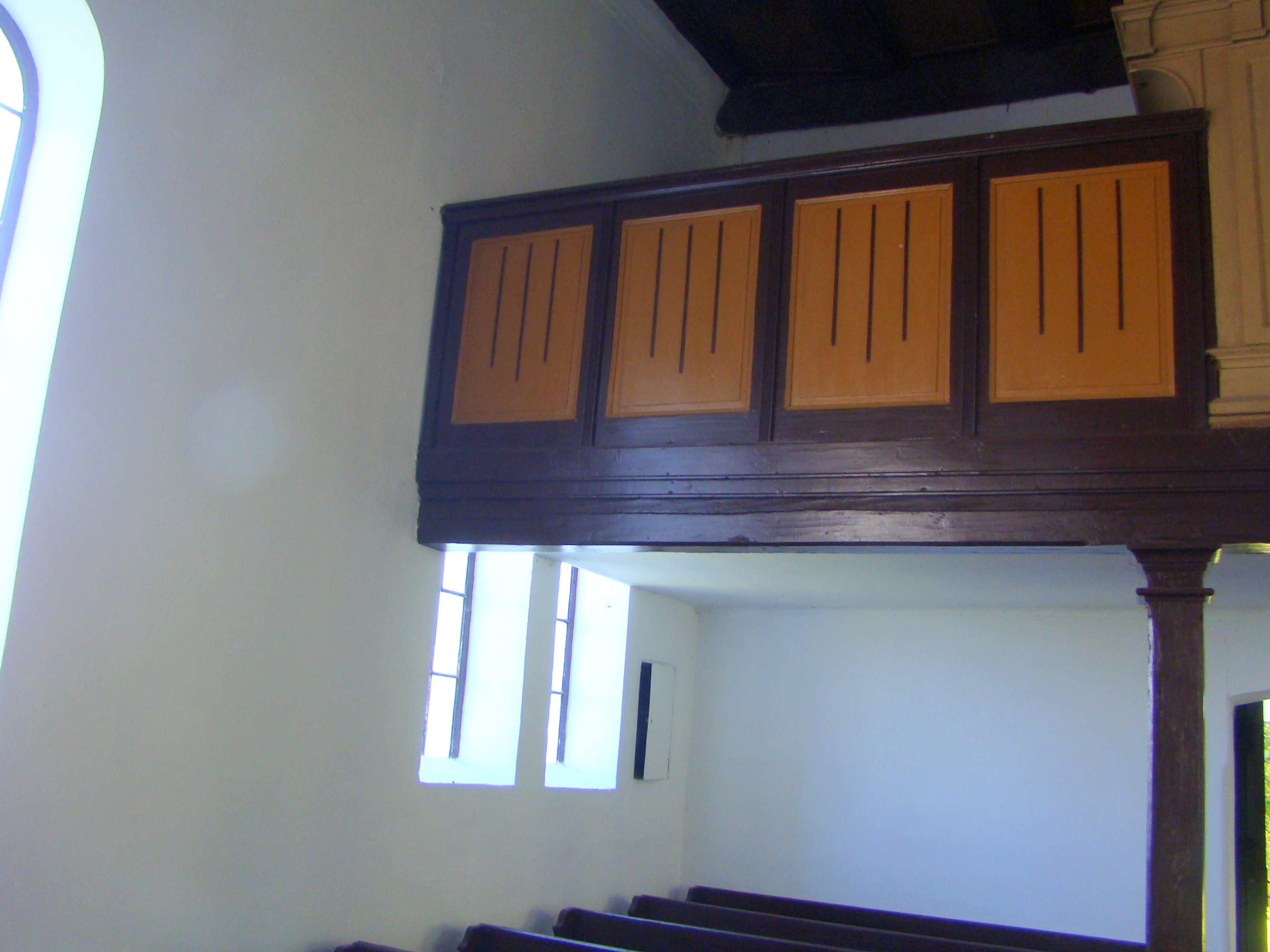
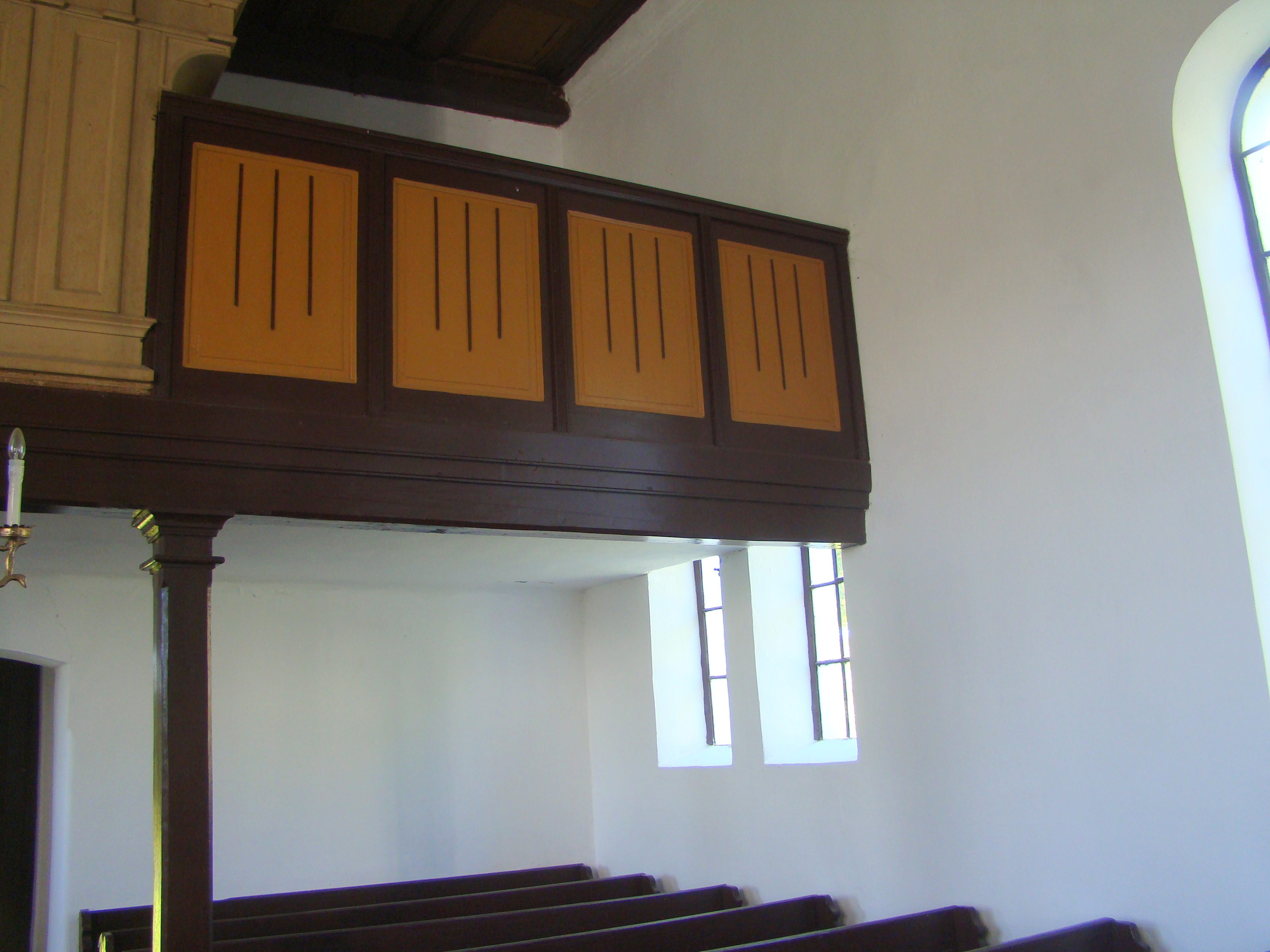
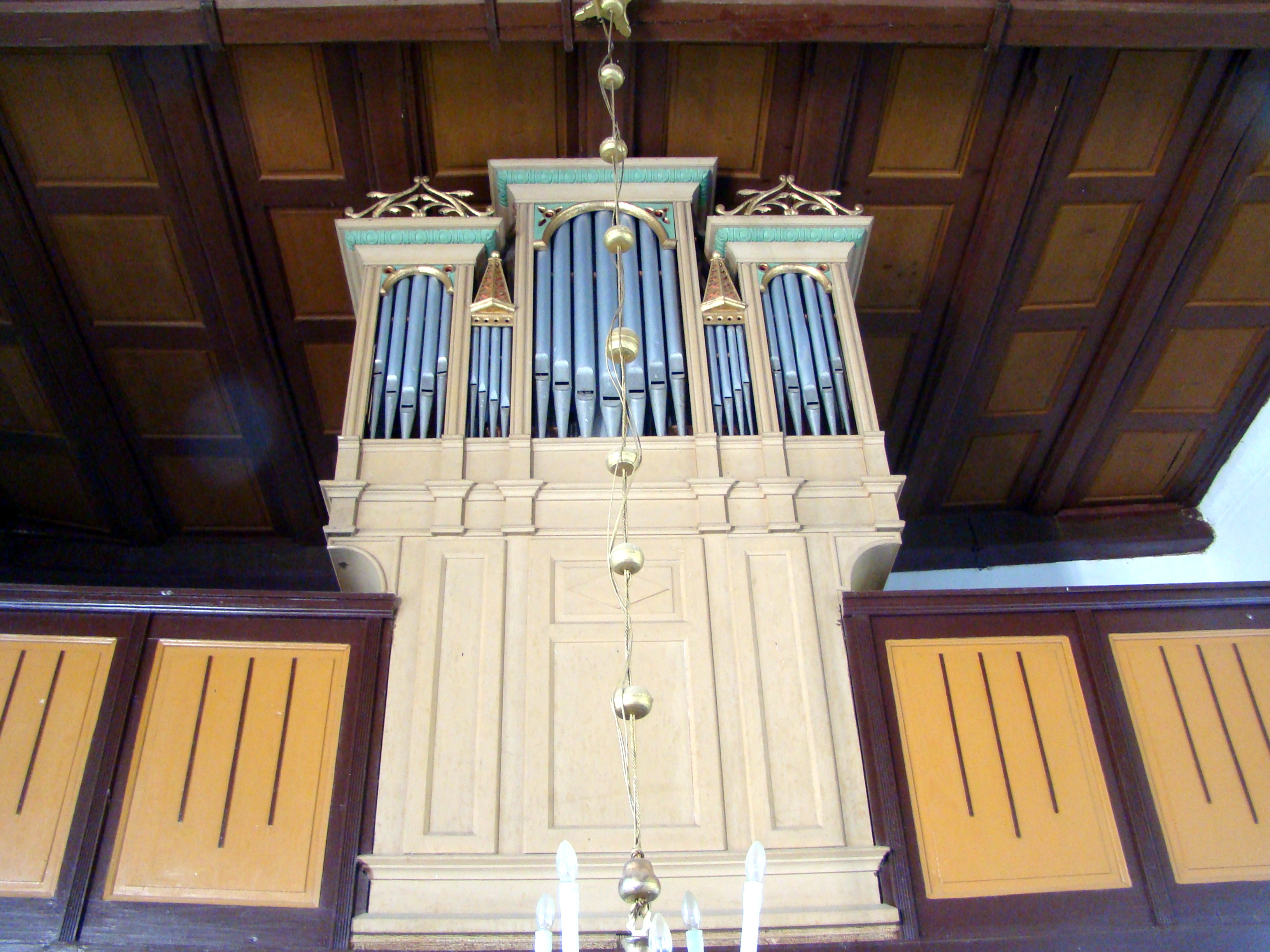
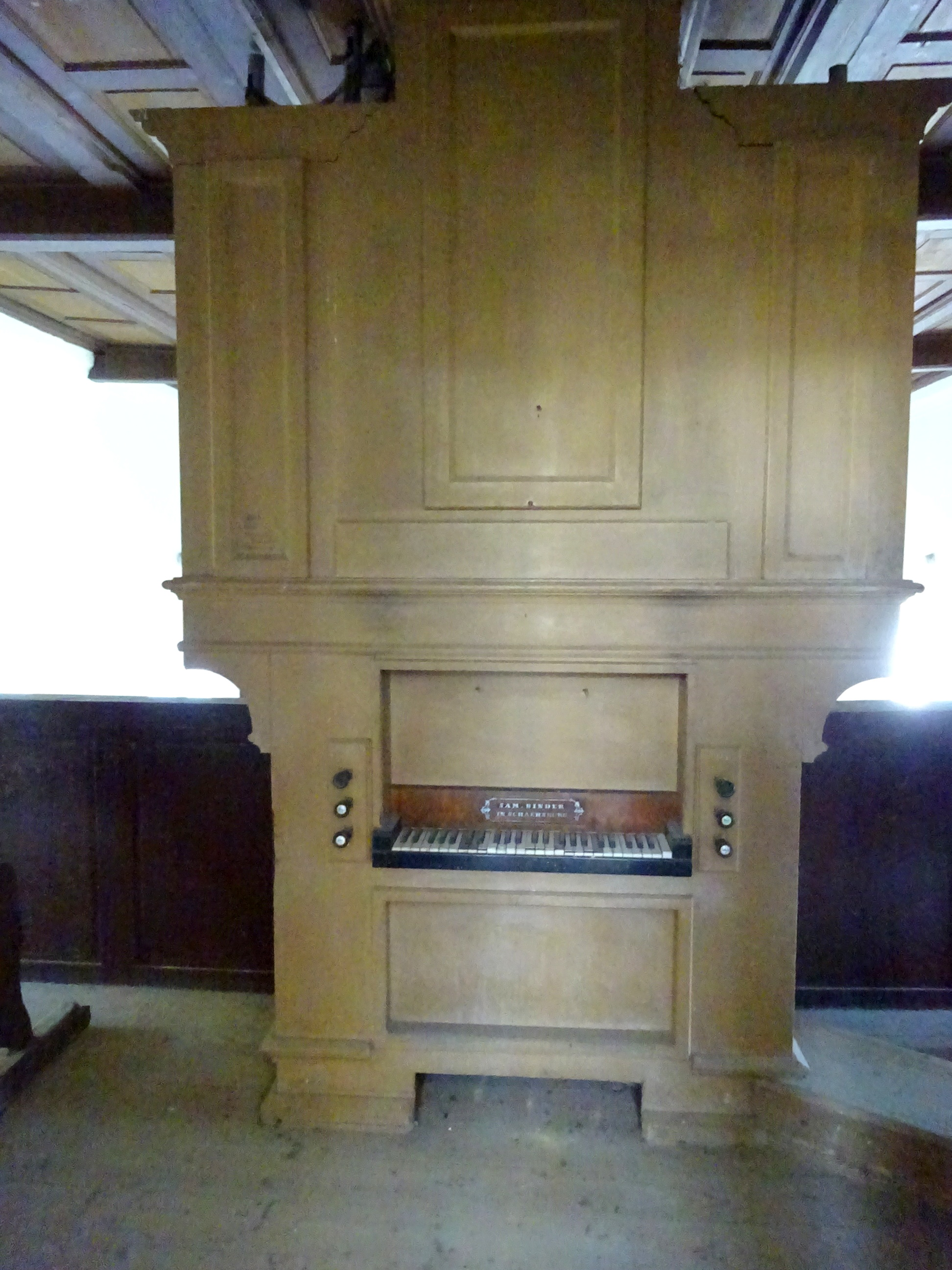
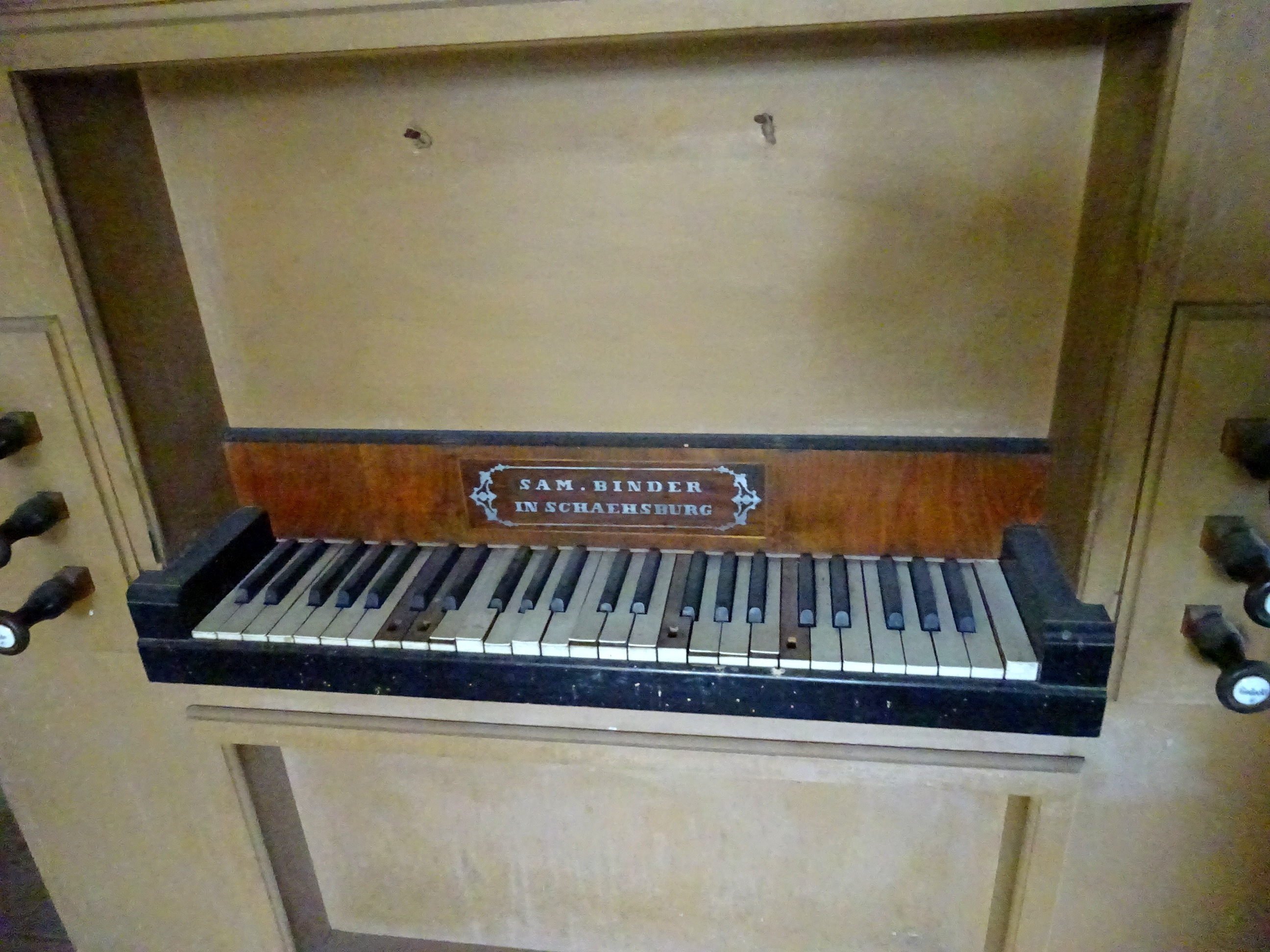
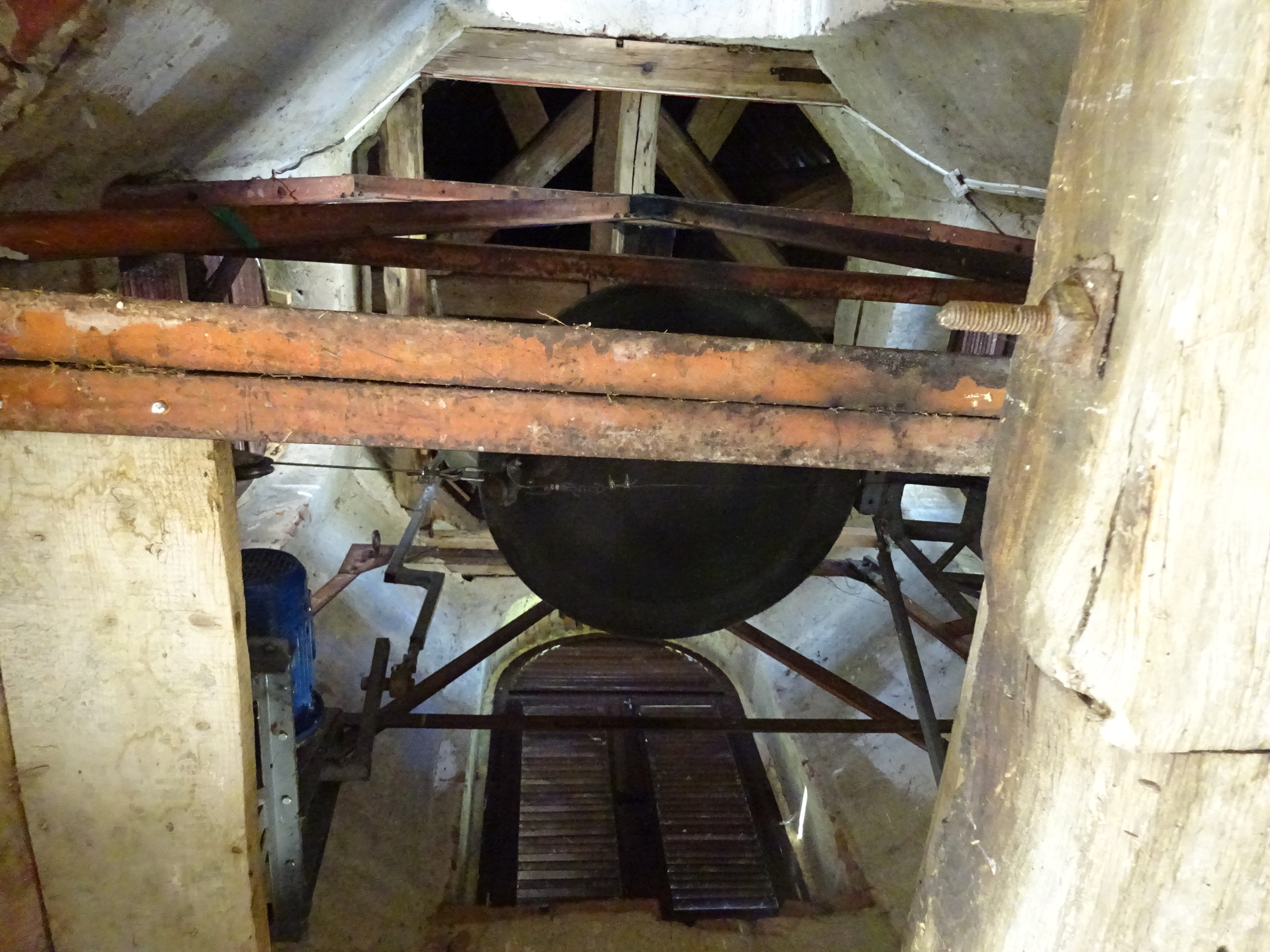
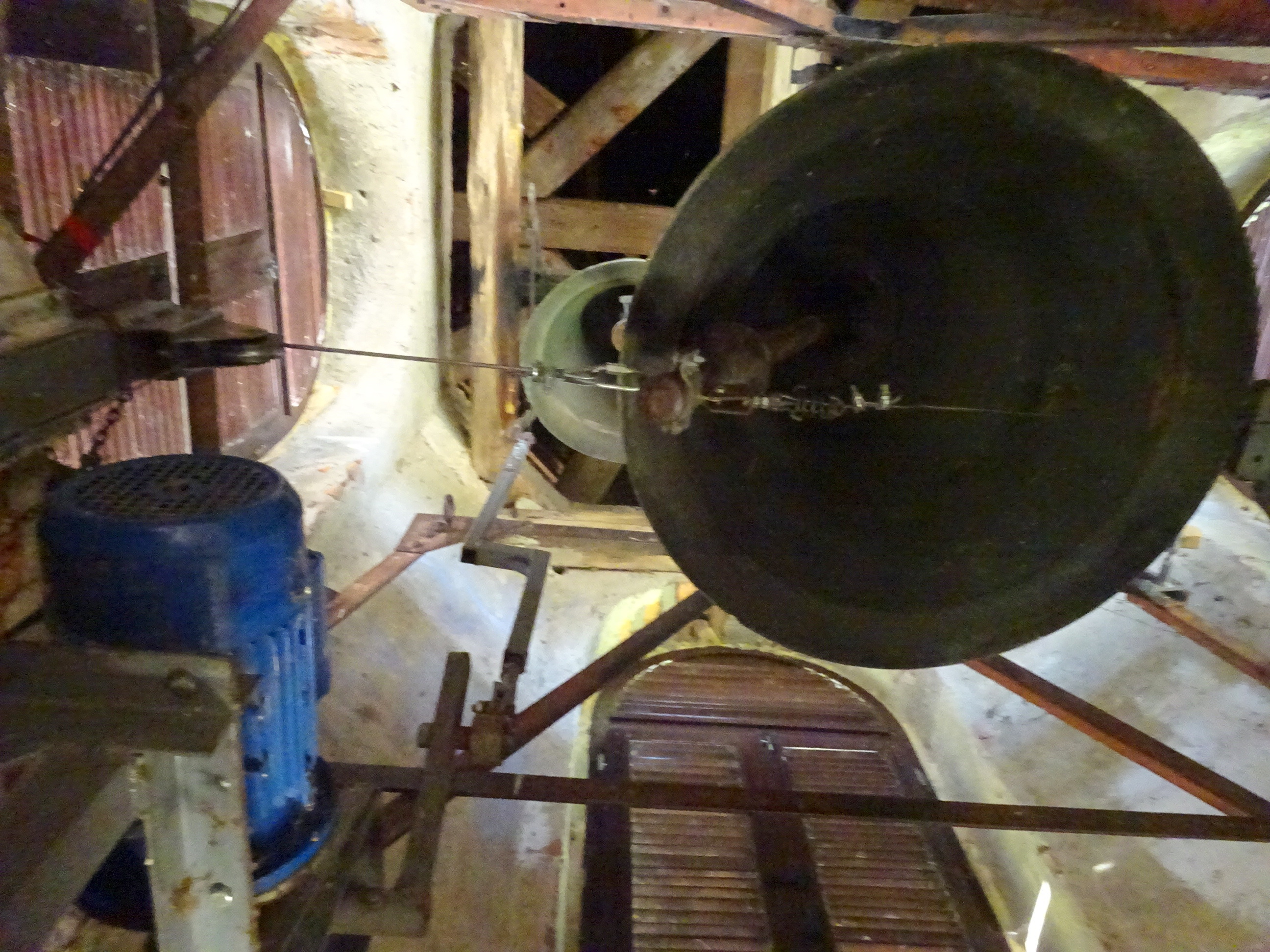